# Izrael
Izrael (héberül: ישראל Jiszráél arabul: إسرائيل Iszráíl), hivatalos nevén Izrael Állam (héberül: מדינת ישראל Medinat Jiszráél arabul: دولة اسرائيل Daulat Iszráíl) a Közel-Keleten, a Földközi-tenger keleti partján fekvő ország, a Közel-Kelet egyik legfejlettebb országa, atomhatalom.
Az izraeli államot 1948-ban alapították meg. Az ország a történelmi Júda és Izrael, ókori zsidó királyságok területén helyezkedik el. Lakóinak nagy része izraelita vallású zsidó, akik a szétszóratás 1850 éve után többnyire a második világháború és az európai holokauszt után vándoroltak vissza a térségbe (alija). A lakosság további jelentős részét muszlim arabok alkotják. A szomszédos államok és Izrael között az 1948-as újjáalapítás óta szinte folyamatosak az összetűzések.
Izrael telepeket létesített és bővít a megszállt területeken, ami a nemzetközi jog szerint illegálisnak minősül és annektálta Kelet-Jeruzsálemet és a Golán-fennsíkot. Az 1973-as jom kippuri háború óta békeszerződést írt alá Egyiptommal, visszaadta a Sínai-félszigetet és Jordánia megszállt területét, és a 2020-as évekre normalizálódott a kapcsolata több arab országgal. Az izraeli-palesztin konfliktus megoldására irányuló erőfeszítések azonban nem jártak sikerrel.
Konfliktusban áll Szíriával, a libanoni Hezbollahhal, a palesztin Hamásszal és Iránnal is. A régió több országa nem ismeri el, sőt elutasítja a létezését.
Nemzetközileg bírálják a palesztin területek illegális megszállása miatt, és a gázai-övezeti palesztinok elleni népirtással, háborús és emberiesség elleni bűncselekmények elkövetésével vádolják.
Az ország Jeruzsálemet választotta fővárosának, ezt azonban a nemzetközi közösség nagy része nem ismeri el. Tel Aviv az ország diplomáciai, technológiai, gazdasági és pénzügyi központja. 
A kedvezőtlen külső körülmények (kiszolgáltatott földrajzi helyzet, háborúk a szomszédos muszlim államokkal, víz- és nyersanyaghiány, külföldi tőkétől való függés) ellenére sikerült fejlett gazdasági és tudományos szektort kialakítania. 
A visszatérési törvénye  (חוק השבות) lehetővé teszi a Földön élő összes zsidó számára, hogy Izraelben telepedjen le. 
A sűrűn lakott országnak 2024-ben 10 millió lakosa van,  de területe Magyarországnak csak 22%-a. Ehhez képest nagy szerepet játszik a globális ügyekben.
Többnyire a fejlett országok közé sorolják  és előkelő helyet foglal el a globális emberi fejlettségi listán. Kiemelkedik a katonai képességei  és fegyverkereskedése  terén, a „legerősebb nemzetközi szövetségekkel” rendelkező országok rangsorában, az egyetemi végzettséggel rendelkezők arányát tekintve, a kutatás-fejlesztési kiadások GDP százalékos arányában, az innovációs képességben, az emberek boldogság indexén, továbbá az élhető országok indexén.

## Etimológia
A brit mandátum (1920–1948) alatt az egész régiót „Palesztina” néven ismerték. Az 1948-as függetlenség kikiáltása után az ország hivatalosan is felvette az „Izrael Állam” nevet. Az akkor javasolt más neveket, mint például az „Izrael földje” (Erec Israel), a Sion és Júdea, elutasították, míg a Ben-Gúrión által is javasolt „Izrael” nevet elfogadták.
Az Izrael földje és Izrael gyermekei elnevezéseket a történelem során a bibliai Izraeli Királyságra, illetve az egész zsidó népre használták. Az „Izrael” név Jákob pátriárkára utal, aki a Héber Biblia alapján a nevet azután kapta, hogy sikeresen megbirkózott az Úr angyalával. Jákob tizenkét fiától eredeztetik az ókori Izrael tizenkét törzsét.

## Földrajz

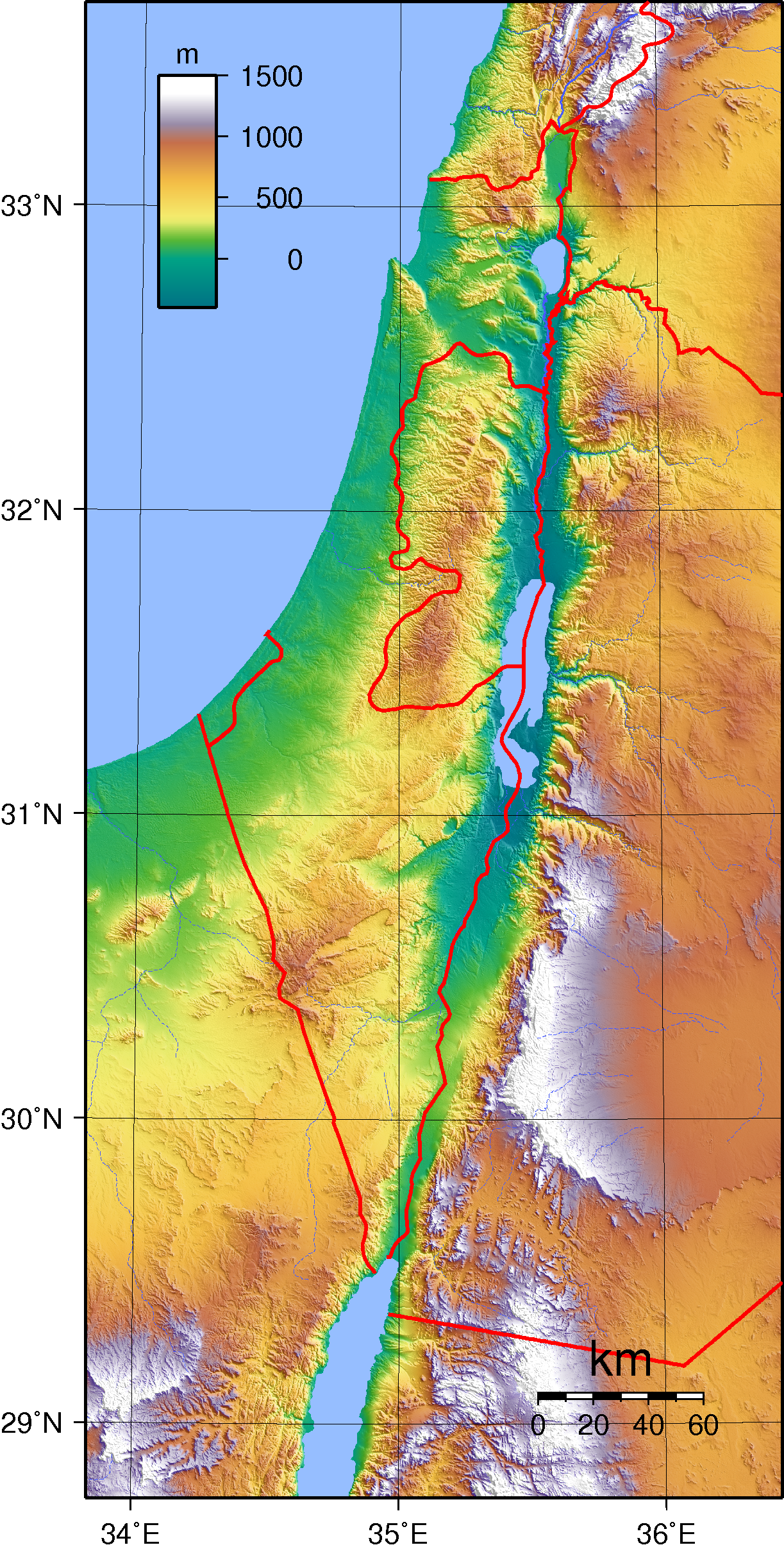
Domborzati térkép
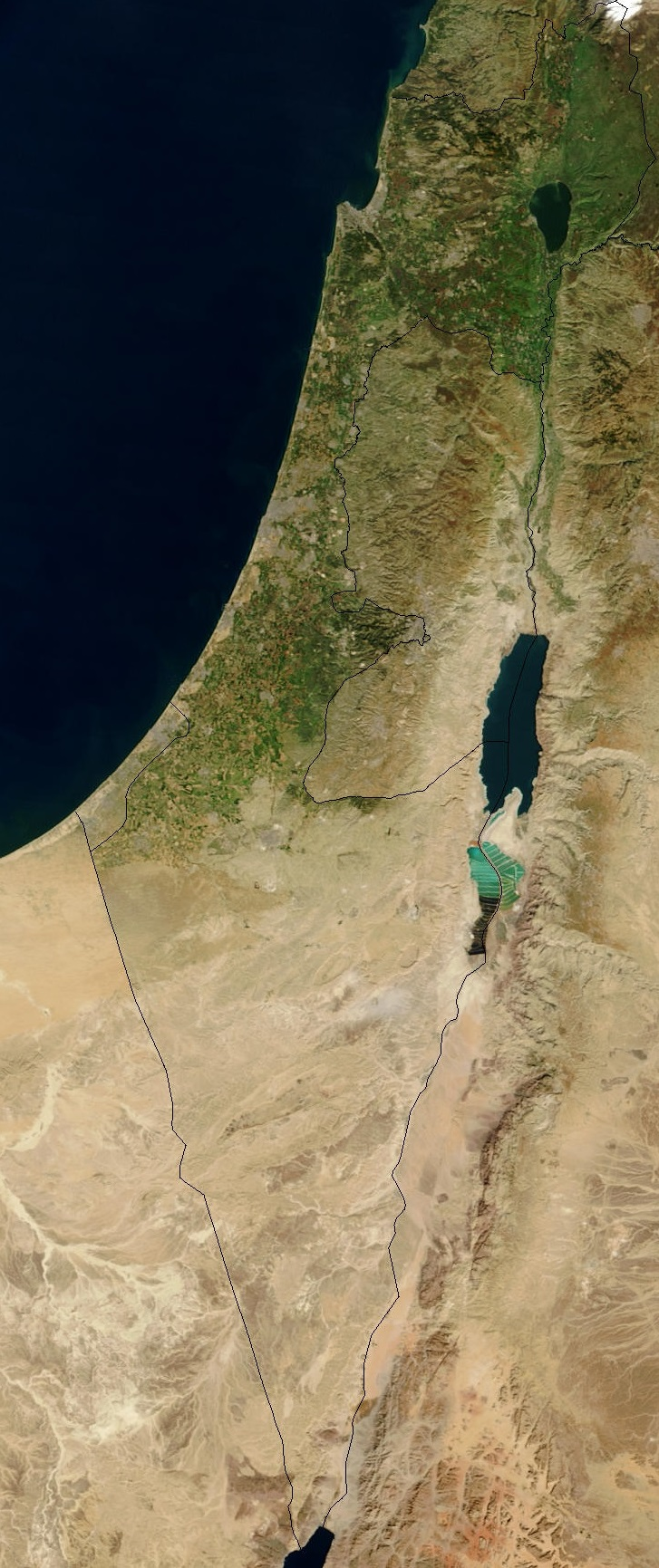
Műholdkép (Izrael)
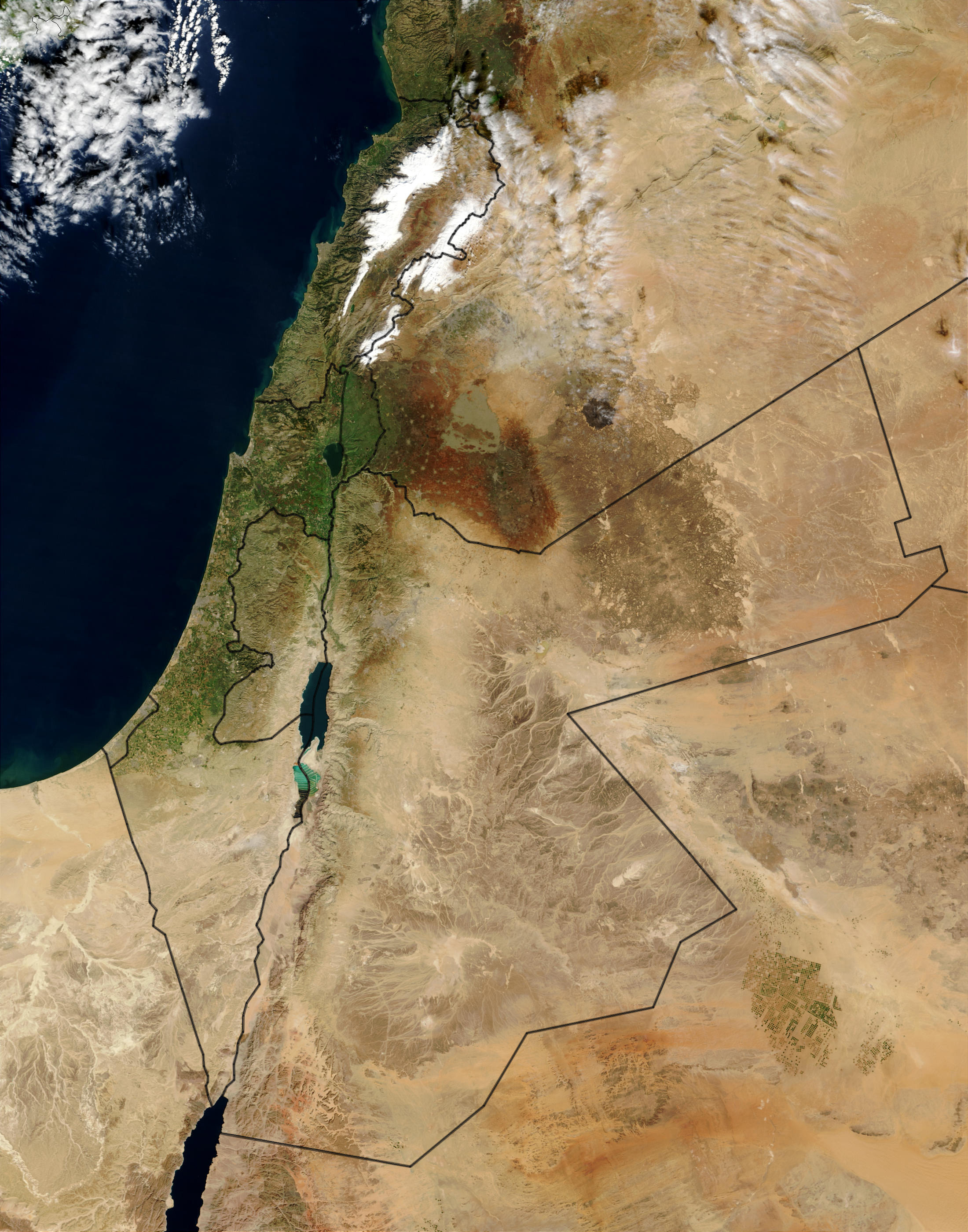
Műholdkép a térségről
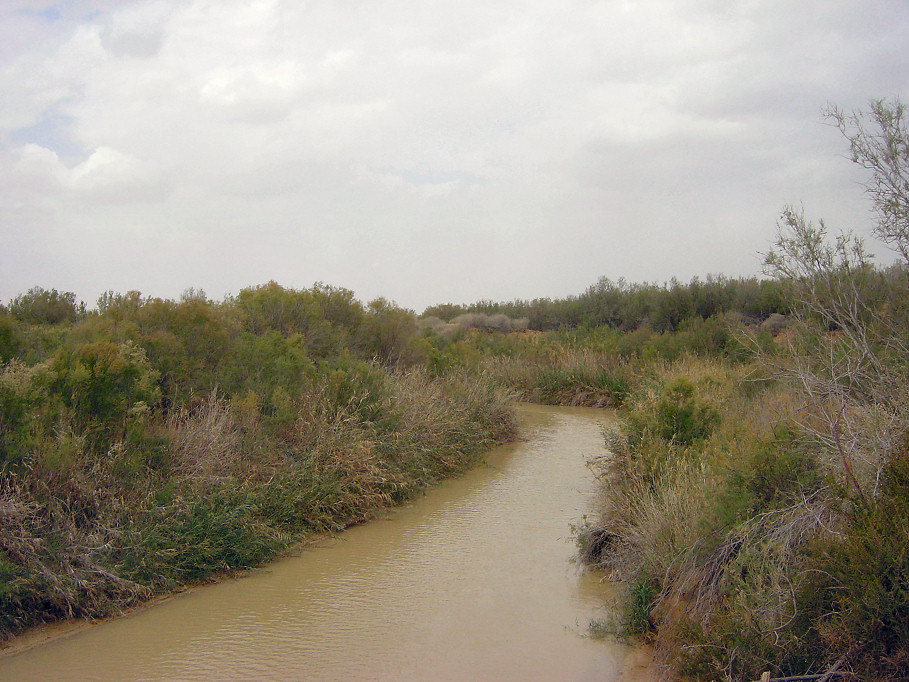
A Jordán folyó Jerikó közelében
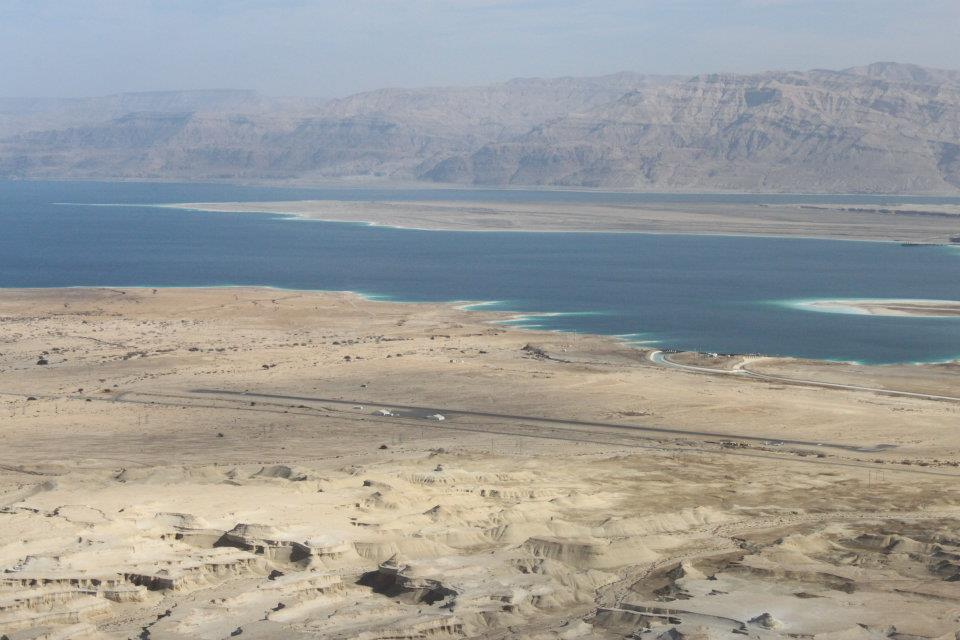
A Holt-tenger, Masszadáról nézve
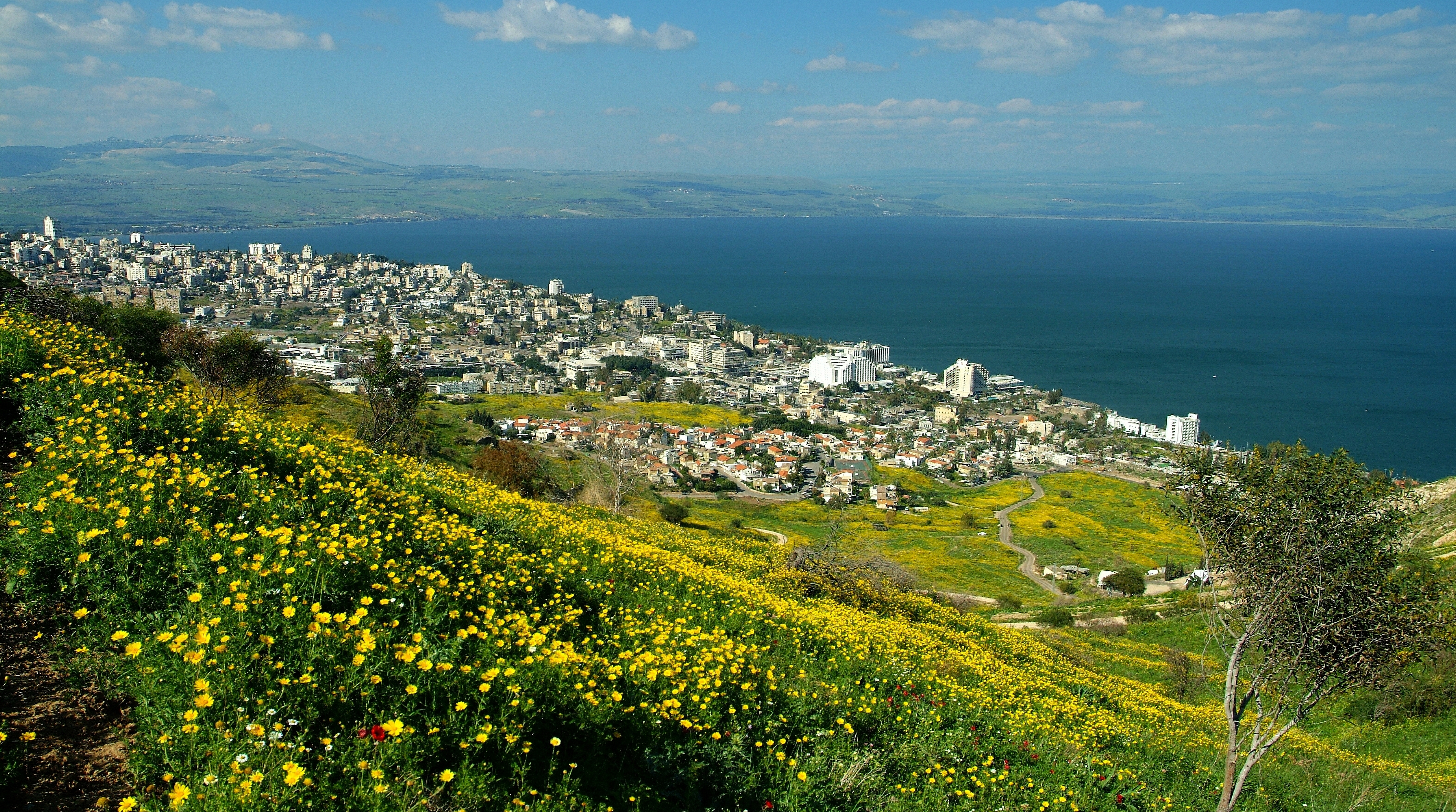
A Kineret-tó és Tiberias látképe
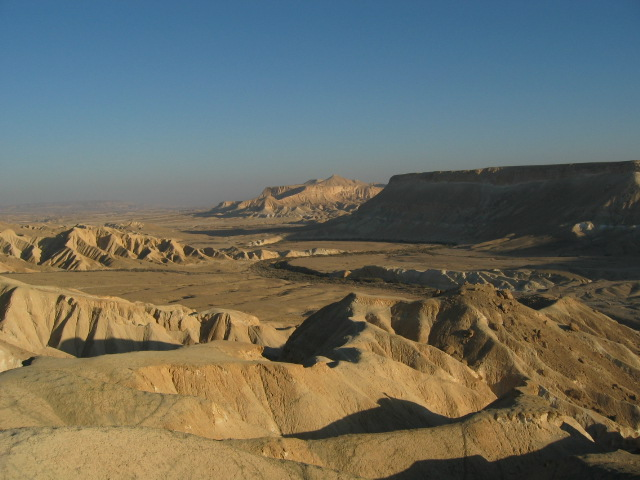
A Negev-sivatag

### Domborzata
Izrael a Földközi-tenger keleti partján fekszik. Északon Libanonnal, keleten Jordániával, Szíriával, délnyugaton Egyiptommal határos. Délen Eilat kikötőjénél az Akabai-öbölnél keskeny kijárata van a Vörös-tengerhez.
Az ország túlnyomó része krétakori üledékes kőzetekből – mészkőből és márgából – felépült, törésekkel feldarabolt 800-1000 méter magas röghegység.
Legmagasabb része északon Galilea (Har Meron, 1208 m), amelynek keleti felét kiterjedt bazalttakarók fedik. Galileát a fiatal üledékekkel feltöltött Jizreel-síkság választja el a Szamária rögvidékétől, amelyhez délen Júdea csatlakozik.
Az ország déli részét a Negev-sivatag területén idős gránitból és homokkőből álló, enyhén gyűrt és bércekre töredezett hegyvidék foglalja el. A völgyekben a krétakori kőzetek alól triász kori gipsz, és különös sziklaalakzatokban gazdag núbiai homokkő bukkan elő.
A Negev északi peremének kisebb medencéit lösz borítja, máshol kő- és kavicssivatagok, helyenként homoksivatagok alakultak ki.
Izrael hegyvidékei nyugaton lankásan ereszkednek le a Földközi-tenger homokdűnékkel szegélyezett 10–25 km széles parti síkságára, amelyet csak egy helyen szakít meg a Kármel-hegy sasbérce. Itt él a lakosság zöme.
Keleten a röghegységek éles törésvonal mentén meredeken hanyatlanak az országhatáron húzódó Akabai-öböl felé futó szerkezeti árokba, amelynek tengelyében a Jordán folyik.
A Jordán-árok részei: Hula-völgy, Gór, a Holt-tenger vidéke, az Akaba-völgy.
A Holt-tenger partján található Földünk legmélyebb szárazföldi pontja. A víz tükre kb. 420, a tófenék 795 m-rel van a tenger szintje alatt.
Az ország déli részén a Negev-sivatag terül el, amely főleg kréta és eocén kori mészkőből és homokkőből áll.
Az ország belső területeit kelet felé a Palesztinai rögvidék foglalja el, amely észak–déli irányban három részre tagolható: Galilea, Szamária és Júdea.
Legmagasabb pont: Har Meron, 1208 méter, az ország északi végében, Naharijától kb. 35–40 km-re keletre.

### Vízrajz
Izrael fő folyója a Jordán, amely 251 km hosszú, átfolyik a Kineret-tavon (másként: Genezáreti-tó) és a Holt-tengerbe torkollik. A Golán-fennsík bazaltláva területei körülölelik a Kineret-tavat. A belső felföldről a tenger, illetve a Jordán felé tartó rövid patakok zöme időszakos.
Az ipar és a lakosság növekvő vízigényét a szennyvizek tisztításával, újrafelhasználásával, mesterséges csapadékkeltéssel, tengervíz-sótalanító üzemekkel (Asdód, Eilat) elégítik ki.

### Éghajlata
Éghajlata északi és nyugati részén mérsékelt mediterrán. Télen esik némi eső, de a hosszú meleg évszak tavasszal, áprilisban kezdődik és októberig tart. Az ország további részein szubtrópusi sztyepp, illetve szubtrópusi-trópusi sivatagi éghajlat uralkodik.
Az évi csapadékmennyiség északon – Galileában – 600–800 mm, dél felé ez fokozatosan csökken. A Negevben, a Jordán-árok déli felén és a Holt-tenger környékén (Júdeai-sivatag) viszont a 200 mm-t sem éri el. A nyári hónapok az egész országban szárazak.

### Élővilága, természetvédelem
Tengerparti területeinek természetes növénytakarója a keménylombú erdő. Állományai azonban mára nagyon megfogyatkoztak, helyükön főként citrusfélék, olajfaültetvények, száraz, szúrós cserjések (macchia) találhatók. A Jordán folyó mentén is mezőgazdasági területek váltották fel a természetes növénytakarót. A szárazföld belsejében – főleg az ország déli részén – pázsitfűfélék, szárazságtűrő libatopfélék alkotta félsivatagi, sivatagi növényzet uralkodik.
Emlősök közül a keleti sün, a vadmacska, a nyest, a vidra, a méhészborz, a dorkászgazella, madarak közül a vörös vércse, a tőkés réce, a macskabagoly, a csuszka és a széncinke jellegzetes. Hüllők közül előfordul pl. a mór teknős, az anatóliai gyík és a négycsíkos sikló.

### Környezet
A korlátolt helyszűke, félszáraz éghajlata, gyors népességnövekedése és az erőforrások szűkössége miatt Izrael rendkívül érzékeny a környezeti válságokra. Ide tartozik a vízhiány és a szennyezés, a Holt-tenger zsugorodása, a hulladéktermelés és -ártalmatlanítás, a levegőszennyezés és az egyre nagyobb népsűrűség.
Izrael vízmegőrzési és újrahasznosítási infrastruktúrája az egyik legfejlettebb a világon; vízellátásának körülbelül a fele visszanyert és tisztított szennyvízből, sósvízből és sótalanított vízből származik. Egy 2021-es jelentés szerint azonban az izraeli folyóvizek szennyezettebbek, mint azt korábban gondolták. A kutatók hatvan különféle szennyezőanyagot találtak a vizekben, főleg peszticidet és gyógyszermaradványokat.
Annak ellenére, hogy jelentős lépéseket tett a környezetvédelem terén, a gyorsan növekvő népesség és az emelkedő életszínvonal hozzájárul az üvegházhatást okozó gázok és a légszennyező anyagok növekvő kibocsátásához, az urbanizáció révén a természetes terek csökkenéséhez, valamint a túlszivattyúzáshoz, ami az ivásra és öntözésre használt víz romlásához vezet.
A járműhasználat jelentős növekedése és az erőművek kibocsátása miatt a szennyezőanyagok jelenléte jelentősen nőtt a levegőben. Egy kutatás feltárta, hogy még a kisebb vidéki városok is magas szintű levegőszennyezettségnek vannak kitéve.
A gyorsan növekvő népesség miatt az elmúlt néhány évtizedben jelentős hulladékkezelési problémákkal szembesült. Az 1990-es évek elejéig Izraelben a legtöbb hulladék nem szabályozott szemétlerakókba került. Az 1993-ban végrehajtott kormányrendelet nyomán ezeket a szemétlerakókat bezárták a talajvízforrások súlyos szennyeződése miatt.  2010-ben Izraelben a szilárd hulladék megközelítőleg 65%-át elégették és lerakták, és körülbelül 30%-át újrahasznosították.

#### Természeti világörökségei
Az UNESCO nem tart számon izraeli tájat a természeti világörökségek között.

## Története

### A történelmi Izrael

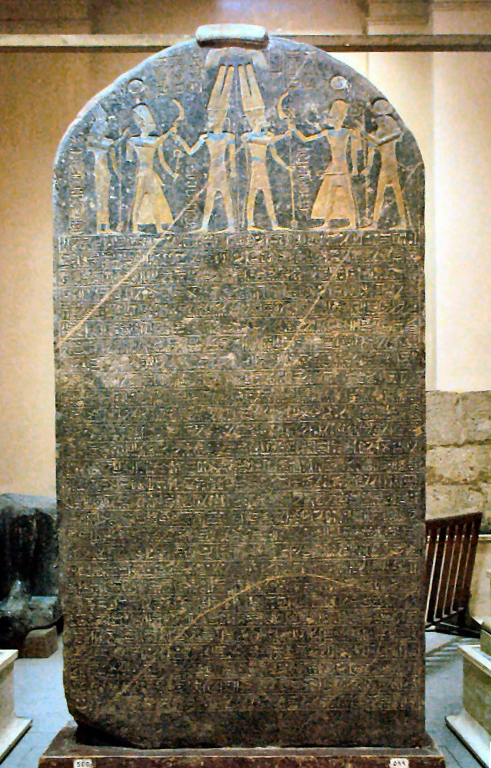
Merenptah-sztélé, a legkorábbi említési forrás Izraelről

A zsidók őseinek megjelenése Izrael területén a Biblia elbeszélése alapján az i. e. 2. évezred első felére tehető. A történet szerint Ábrahám ősatya családjával és félnomád törzsek egy csoportjával kijött a mezopotámiai Háránból, és hazát keresett azon a földön, amelyet Istene mutatott neki a következőképp:
„És mondá az Örökkévaló Ábrámnak: Menj el országodból, szülőföldedről és atyád házából azon országba, melyet én neked mutatok. És teszlek téged nagy néppé és megáldalak, s naggyá teszem nevedet; és áldás leszel. Megáldom a téged áldókat és megátkozom a téged átkozókat. Általad nyer áldást a föld minden nemzetsége.”
 Ezek a nomád vándorok azonban nem hagytak maguk után vándorlásaikról kézzelfogható nyomot, bár a bibliai elbeszélés szerint jelentős települést hoztak létre a Kánaán hegyeiben, amely összekötő kapocsként, kereskedelmi központként működött a környéken élő népek között.
A korábbi Kánaán földjére az i. e. 13. században áramlottak be a zsidó törzsek. 
A 12 törzs összevonásával az i. e. 11. században alakult ki az egységes zsidó állam. Salamon halála után a fia, Roboám király vezetésével elégedetlen északi törzsek I. Jeroboám vezetésével elszakadtak, s így két állam jött létre: 
- északon az Izraeli Királyság (fővárosa: Szamária),
- délen a Júdai Királyság (fővárosa: Jeruzsálem).

Az Izraeli Királyságot i. e. 722-ben megsemmisítették az asszírok, lakóit deportálták, Júda pedig az adófizetőjükké vált. i. e. 587-ben a babiloniak foglalták el Júdát, s lakói nagy részét elhurcolták (lásd babiloni fogság). Miután a perzsák legyőzték Babilóniát, visszatelepítették a zsidókat hazájukba, akik főpapjuk vezetésével korlátozott önkormányzatot élveztek. Nagy Sándor birodalmából először a Ptolemaioszok, majd a Szeleukidák szír-görög birodalmához kerültek.
Kezdetben a Szeleukida Birodalmon belül autonóm társadalmat alkottak, szabad vallásgyakorlással. Később a hellenizmus terjesztésével párhuzamosan egyre inkább üldözték a zsidó vallást. A Szeleukidák ellen Júdás Makkabeus vezetésével felkelés indult (i. e. 167-142), és a maroknyi zsidó csapat győzelmet aratott a szír-görög megszállók felett. (Innen ered a Chánuká, a fények ünnepe). A Makkabeusok uralma alatt a zsidók független királyságban éltek.

### Palesztina

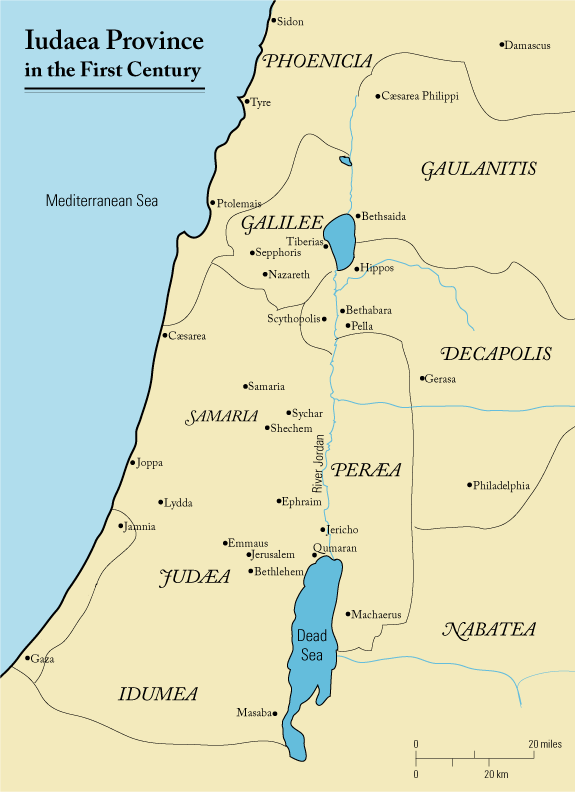
Az újszövetségi Szentföld: Szamária, Júdea, Galilea, Nabatea, Idumea…

A függetlenségnek a Római Birodalom terjeszkedése vetett véget: Pompeius i. e. 63-ban elfoglalta Jeruzsálemet. A terület római klienskirályság lett, i. sz. 6-ban pedig római provincia. A római fennhatóság első száz éve alatt viszonylagos vallásszabadságot élvezett Izrael népe, de a függetlenségi törekvések és a 66-ban kitört zsidó felkelés miatt Nero háborút indított Titus Flavius Vespasianus vezetésével. Bár Nerót közben eltávolították a trónról, a birodalom végül a felkelést leverte és egész Izraelt leromboltatta (70. Áb hó 9-én, innen származik a zsidó böjtnap, a tisó-beáv), a tartományt pedig végleg beolvasztották a Római Birodalomba. 
135-140 között Bar Kohba vezetésével egy újabb szabadságharcra került sor. Ezt Hadrianus császár verte le.
A zsidó népet száműzték a birodalom távoli részeibe, legnagyobb részük Európába és Ázsiába menekült (ez a zsidó diaszpóra). A menekültek jelentős része asszimilálódott a különböző kultúrákba, de sokan megőrizték a zsidó vallási hagyományokat, felvállalva a gyakori üldöztetéseket és szegregációt az ősi kultúra megőrzésének érdekében. A rómaiak bosszúból a terület nevét is megváltoztatták: a Júdea nevet eltörölték, helyette Palesztinának nevezték a tartományt (a filiszteusokról). (Izrael állam 1948-as megalapítása előtt palesztinnak nevezték az összes, ezen a területen élő népet, beleértve az arabokat, zsidókat, egyéb helyi népeket.)
A Palesztinában megmaradt zsidó lakosság az 1. századtól, Jeruzsálem római megszállását követően Júdeából Galileába tevődött át. Legkisebb arányban a lakosság között valószínűleg akkortájt voltak, amikor a muszlimok elfoglalták a vidéket. Ez 636-ban történt. A terület ezután különböző muszlim dinasztiák birtokában volt, az Omajjádok, majd az Abbászidák kezében. Ezután egy ideig a keresztesek, főként a frankok uralták, 1099-től kb. 1260-ig (→ Jeruzsálemi Királyság), majd a régió a mamelukok uralma alá került.
A törökök 1516-ban foglalták el, az Oszmán Birodalom (a későbbi Törökország) része volt az első világháború végéig. A török uralom végén a vidéki népesség túlnyomórészt muszlim arab, viszont a legnagyobb város, Jeruzsálem lakossága többségében zsidó volt.[forrás?]

### Cionista mozgalom
Az egykori Izrael földjén is elenyésző kisebbségben maradt a zsidóság. 1690-ben a mai Izrael területén nagyjából 2% volt a zsidó lakosság aránya. A zsidó közösségekben kezdett megfogalmazódni az a törekvés hogy tenniük kell valamit a több száz éve tartó változó intenzitású üldöztetések ellen. Ezekben az időkben még az asszimilálódásban látták a megkülönböztetések elkerülésének leghatékonyabb módját, de a szegregálódás (társadalmi elkülönülés) egyre szimpatikusabb megoldásnak látszott a szemükben. A 19. században főként Palesztinában, Európában és Oroszországban újraéledő - a modern nyugati álláspontok szerint „túltengő” - nacionalizmus és az egymást érő pogromok hatására – a század közepétől – kialakult a cionizmus eszméje. A mozgalom célja a történelmi, ókori zsidó állam helyén újból létrejövő, zsidók által vezetett önálló állam megalapítása, valamint a diaszpórában élő zsidóság érdekeinek egységes képviselete. Értelmezése ma is sokrétű, de egyik ismertté váló (nem első) hirdetője Herzl Tivadar lett. 1895-ben a budapesti, német ajkú zsidó családból származó Herzl megfogalmazta a Judenstaat (magyar fordításban A Zsidó-Állam) című tanulmány első vázlatát. A tanulmány eljutott a szétszórtan élő összes zsidó közösséghez, ahol széles körű vitákat indukált. Ezek megvitatására – Herzl szervezése révén – 1897-ben összehívták az Első Cionista Világkongresszust, melynek helyszíne a svájci Bázel lett. „Babilon folyóvizeinél ott ültünk és sírtunk, mikor a Sionról megemlékezénk. Bázel folyójánál leültünk és elhatároztuk, hogy többé nem sírunk.”
Kezdetben az asszimilálódott, a neológ és a liberális zsidó közvélemény határozottan elutasította a kongresszus céljait, ugyanakkor az akkor még hadban álló Brit Birodalom Külügyminisztériuma egy nem hivatalos nyilatkozatban (az 1917-es Balfour-nyilatkozat) támogatását fejezte ki egy „nemzeti haza” létrehozásáról Palesztinában.

### Alija

Palesztin brit-mandátum terület az 1920. április 19–26. között lezajlott sanremói konferencián

Az 1947-es ENSZ rendezési terv Palesztina felosztásáról

A betelepülő zsidóság több hullámban (alija) érkezett a szinte teljesen arabok lakta Palesztina területére. Az alija más néven hazatérési program. A zsidó szervezők (később hatóság) által előre megtervezett letelepedési utasításokat betartva (kibuc-mozgalom) alakult ki a későbbi Izrael mai település-rendszere (a terület addig kb. 10%-ban volt csak lakott). A török hatóságoktól és az arab birtokosoktól megváltott, addig javarészt megművelhetetlen területeket azonban egyre gyakrabban érték arab fegyveres rajtaütések. Az újabb és újabb arab támadások miatt 1921-ben megalakult a Hagana (magyarul Védelem), a bevándorlók alapította fegyveres szervezet, melynek legfőbb feladata a telepek védelme lett. A Hagana defenzív berendezkedése számos tagjának nem tetszett, így a belső ellentétek eredményeképpen 1931-ben a kilépett tagok megalakították a milicista Irgunt (Hagana Bet, vagyis Hagana B). Mind az Irgunt, mind az Irgunból kivált még radikálisabb Lehit (későbbi nevén: Stern-csoport) a rendszeres, főleg brit katonák ellen elkövetett merényleteik miatt mind a britek, mind a mérsékeltebb izraeli szervezetek (köztük a Hagana is) terroristaszervezetnek tekintették.
A többségi arab lakosság nyomására 1939-ben a brit kormány nyilatkozatban korlátozta a bevándorlási lehetőségeket, a következő öt évre összesen 75 000 ember kaphatott csak letelepedési engedélyt, korlátozták a földvásárlási lehetőségeket, és kilátásba helyezték egy izraeli–arab közös kormányzású független állam létrehozását Brit–Palesztinában 10 éven belül. Ez az intézkedés tovább mélyítette az arab–izraeli konfliktust. A két nép közötti és a britekkel szembeni feszültség csúcspontja az 1946. július 22-én a palesztinai brit főhadiszállás, a King David Hotel ellen zsidó terroristák által elkövetett 91 halálos áldozatot követelő robbantás volt, nagyban hozzájárult az ENSZ 1947-es közgyűlésére kidolgozott és beterjesztett Palesztin rendezési terv elfogadásához. Ez alapján egy arab és egy izraeli állam jött volna létre, míg Jeruzsálem a konfliktusok elkerülése végett ENSZ igazgatás alá került volna. Bár a közgyűlés 33 igen, 13 nem és 10 tartózkodás mellett elfogadta (köztük a későbbi miniszterelnök Dávid Ben-Gúrión is Izrael nevében), azóta sem valósult meg, mivel a nemmel szavazó Arab Liga államai az eredmény ellenére sem voltak hajlandóak elfogadni a döntést. Az 1946 közepétől szinte folyamatos utcai zavargások és erőszakos cselekmények ezután fegyveres összecsapásokba torkolltak. A britek igyekeztek kordában tartani az eszkalálódó eseményeket (mindkét felet próbálták lefegyverezni), de csak részleges sikereket értek el. Az 1947 őszére kidolgozott kiürítési tervekhez tartották magukat, amely szerint 1948. május 15-én kell az utolsó katonának elhagynia az akkor már hivatalos Izrael állam földjét. Még az ezt megelőző nap, a brit katonák többségének hajóra szállásával, május 14-én Dávid Ben-Gúrión kikiáltotta a szabad és független Ciont, azaz Izrael államát, amelyet azonnal megtámadtak az őt körülvevő arab államok, kitört az első arab–izraeli háború. A konfliktus így kiszélesedett, pedig korábban csak a Palesztinában élő zsidók és arabok vitája volt.

### Izrael állam
A harcok után egy évvel tűzszünetet hirdettek, és megállapodtak egy ideiglenes határban, az úgynevezett zöld vonalban. Jordánia elfoglalta Ciszjordániát és Kelet-Jeruzsálemet, a gázai övezet pedig egyiptomi ellenőrzés alá került. Izrael 1949. május 11-én lett az Egyesült Nemzetek Szervezetének tagja. A háború alatt az ENSZ becslése szerint 711 000 arab, a korábbi arab lakosság 80%-a hagyta el Izraelt. A palesztin menekültek sorsa manapság az egyik fő ütközőpont az izraeli-palesztin konfliktusban.
Az új állam első éveiben a Dávid Ben-Gúrión miniszterelnök vezette Munkáspárt volt az izraeli politika fő ereje. Ezekben az években tömegesen vándoroltak be a holokauszt túlélői és az arab országokból kiüldözött zsidók. 1948 és 1958 között Izrael lakossága 800 000-ről 2 000 000-ra nőtt. Az érkezők többségének nem volt vagyona és átmeneti táborokban laktak. 1952-ben több mint 200 000-en éltek ilyen táborban. A válság megoldására Ben-Gurion jóvátételi egyezményt írt alá Nyugat-Németországgal, ami a zsidók körében tömeges tiltakozást váltott ki, Izrael eszméjét összeférhetetlennek tartották azzal, hogy üzleteljen Németországgal.
Az 1950-es években Izrael gyakori palesztin támadásoknak volt kitéve, különösen az Egyiptom megszállta gázai övezet felől. 1956-ban Izrael titkos szövetséget kötött az Egyesült Királysággal és Franciaországgal az Egyiptom által államosított Szuezi-csatorna visszafoglalására. Bár az izraeli erők elfoglalták a Sínai-félszigetet, meghátrálásra kényszerültek az Amerikai Egyesült Államok és a Szovjetunió nyomására. Ugyanakkor ezek az államok garantálták a szabad izraeli hajózást a Vörös-tengeren és a Szuezi-csatornán.
1961-ben az izraeli titkosszolgálat, a Moszad fogságba ejtette Adolf Eichmannt, a „végső megoldás” végrehajtóját, hozzávetőlegesen 6 000 000 zsidó kiirtásának egyik fő irányítóját, aki Argentínában rejtőzött, és Izrael állam bíróság elé állította őt. Kötél általi halálra ítélték, és az ítéletet 1962. május 31-én végre is hajtották, majd Eichmann hamvait a Földközi-tengerbe szórták. Azóta izraeli bíróság senkit sem ítélt halálra.
Azok szerint az arabok szerint, akik elvetették a Palesztina megosztására vonatkozó 1947. évi ENSZ tervet, az izraeli állam törvénytelen; az egyiptomi és a szír hadsereg kísérletet tett Palesztina felszabadítására, bosszút állt Izrael megalapítása miatt. 1967-ben Egyiptom, Szíria és Jordánia sok katonával lezárta az izraeli határt, kiutasította az ENSZ békefenntartókat és Izraelt blokád alá vette a Vörös-tengeren. Izrael ezeket az akciókat casus bellinek (háborút indokló eseménynek) tekintette, és megelőző támadást indított. Ez a hatnapos háború. Izrael döntő győzelmet aratott, megszállta Ciszjordániát, Gázát, a Sínai-félszigetet és a Golán-fennsíkot (amit azóta is megszállás alatt tart, főként a zsidók által lakott területekre Szíriából esetlegesen intézett rakéta- és tüzérségi- csapások  elkerülése végett). Az 1949-es zöld vonal közigazgatási határ maradt Izrael és a megszállt területek között. Jeruzsálem határait viszont kibővítették, betagolták a városba Kelet-Jeruzsálemet. Az 1980-as Jeruzsálem-törvény ismét átszabta a városhatárt és felélesztette a nemzetközi vitát Jeruzsálem státusáról.
Az arab államok kudarca 1967-ben magával hozta nem állami arab szereplők belépését a konfliktusba. Közülük a legfontosabb a Palesztin Felszabadítási Szervezet volt, amely szerint "a fegyveres harc az egyetlen út a haza felszabadítására." A hatvanas évek végén és a hetvenes évek elején palesztin csoportok izraeli célpontokat támadtak szerte a világban. Ezek közé tartozott az izraeli sportolók lemészárlása az 1972-es nyári olimpián. Az izraeli válasz az Isten haragja művelet volt, amelynek keretében felkutatták és megölték a müncheni mészárlás tetteseit. 1973. október 6-án, a zsidó naptár legszentebb ünnepén, jom kippur napján az egyiptomi és a szír hadsereg általános támadást indított Izrael ellen. A háború október 26-án ért véget. 
Izrael sikeresen visszaverte az ellenségeit, de maga is nagy veszteséget szenvedett. A belső vizsgálat kizárta a kormányzat felelősségét a háborúban, de a közharag mégis lemondásra kényszerítette Golda Meir miniszterelnököt.
Az 1977-es Kneszet-választás jelentős fordulópont Izrael politikai történetében. Menáhém Begín Likud pártja legyőzte a munkáspártot. Egy évvel később Anvar Szadat egyiptomi elnök Izraelbe látogatott, beszédet mondott a Kneszetben. Ez volt az első eset, hogy Izrael létét egy arab ország államfője elismerte. Két évvel később Szadat és Menachem Begin aláírta a Camp David-i nyilatkozatot és az izraeli-egyiptomi békeszerződést. Izrael kivonult a Sinai-félszigetről és hozzájárult, hogy megbeszélések kezdődjenek a zöld-vonalon túl élő palesztinok autonómiájáról. Az utóbbira sohasem került sor. Begin kormánya bátorította az izraelieket, hogy telepedjenek le Ciszjordániában. Sok település létesült, amelyek a palesztinok közé ékelődtek ebben a térségben.
1982-ben Izrael beavatkozott a libanoni polgárháborúba, hogy elpusztítsa a Palesztinai Felszabadítási Szervezet bázisait, ahonnan az rakétákkal lőtte Észak-Izraelt. Ebből a lépésből lett az első libanoni háború. 1986-ban Izrael kivonult Libanonból, de 2000-ig fenntartott határai mentén egy ütköző övezetet. A palesztinok izraeli uralom elleni lázadása, az első intifáda 1987-ben robbant ki, az erőszak hullámát hozta a megszállt területeken. A következő hat év során több mint ezer embert gyilkoltak meg. Közülük sokan a palesztinok belső leszámolásainak áldozatai. Az 1991-es öbölháború idején a PFSZ és sok palesztin Szaddám Huszein támogatója volt, örült Irak Izrael elleni rakétatámadásainak.
1992-ben Jichák Rabin lett Izrael miniszterelnöke. Választási kampányában Izrael szomszédaival kötött kompromisszumokat ígért. A következő évben izraeli részről Simón Peresz, palesztin részről Jasszer Arafat aláírta az oslói jegyzőkönyvet, amely előirányozta Ciszjordánia és a Gázai övezet részére egy önkormányzó Palesztin Hatóság felállítását. A nyilatkozat tartalmazta Izrael elismerését és a terrorizmus végét. 1994-ben írták alá az izraeli-jordániai békeszerződést, ezzel Jordánia lett a második arab állam, amely felvette a diplomáciai kapcsolatot Izraellel.
Az arab közvéleményre hatott a Pátriárkák barlangjában történt mészárlás, újabb települések létesítése, útzárak felállítása és a romló gazdasági helyzet. Az oslói nyilatkozat izraeli közvélemény általi támogatását elolvasztották a folytatódó palesztin öngyilkos merényletek. 1995 novemberében Jichak Rabint megölte egy szélsőjobboldali zsidó, mert károsnak tartotta a békefolyamatot. Ez a merénylet sokkolta az országot.
Az 1990-es évek végén Benjámín Netanjáhú izraeli miniszterelnök kivonult Hebronból és aláírt egy memorandumot, amely nagyobb jogkört biztosított a Palesztin Hatóságnak.

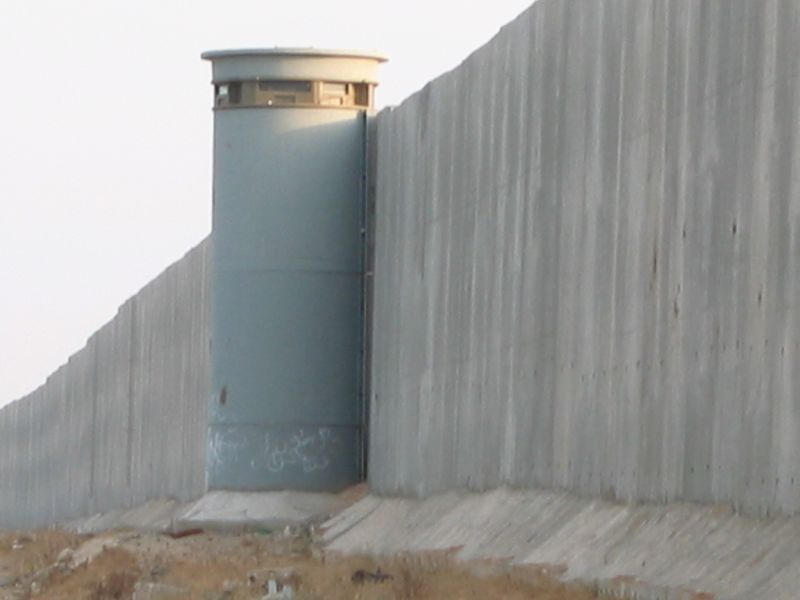
Fal az államhatáron Ciszjordánia és Izrael között

Ehúd Bárák 1999-ben megválasztott miniszterelnök visszavonta az izraeli csapatokat Dél-Libanonból, és megbeszéléseket folytatott Jasszer Arafattal, a Palesztin Hatóság elnökével és Bill Clinton amerikai elnökkel 2000 júliusában, Camp Davidben. A tárgyalások során Barak ismertette a palesztin állam megteremtésére vonatkozó tervét, de Jasszer Arafat elvetette azt. A tárgyalások összeomlása után a palesztinok megindították a második intifádát.

### 21. század
A 2001. évi rendkívüli választásokon Aríél Sárón lett az új miniszterelnök. Hivatali idejében kivonult a Gázai-övezetből és kerítést építtetett Ciszjordánia körül. 2006-ban beteg lett, kómába esett. Hivatalát Ehúd Olmert vette át.
2006. július 12-én a Hezbollah rakéta- és aknavető támadásokat indított az izraeli katonai állások és határmenti telepek ellen. Harcosai egy csoportja behatolt izraeli területre és fogságba ejtett két katonát. Válaszként az izraeli légierő csapást mért libanoni célpontokra (utakra és hidakra, valamint Bejrút repülőterére). 40 polgári áldozata volt ennek a légitámadásnak. Erre a Hezbollah lőni kezdte Izrael északi határa mentén a lakott településeket. Végül öthetes háború tört ki, Izraelben második libanoni háború néven emlegetik. A háború után lemondott az izraeli vezérkari főnök, Dan Halutz. 2007. november 27-én Ehúd Olmert izraeli miniszterelnök és Mahmúd Abbász palesztin elnök megállapodott, hogy tárgyalásokat kezdenek minden vitás kérdésről és 2008 végéig valamiféle megállapodásra jutnak.
2023. október 7-én a Hamász összehangolt támadást indított több izraeli kibuc és egy szabadtéri fesztivál résztvevői ellen. Az áldozatok és sebesültek mellett több mint 200 személyt elraboltak. Izrael nem sokkal az eset után ellentámadást indított a Hamász ellen a Gázai övezetben, ahol a katonai műveletek során sok ezer civil halt meg. Az igen hosszúra és kegyetlenre nyúlt ellentámadás miatt az izraeli kormányt azzal vádolják, hogy népirtást és háborús bűncselekményeket követett el. Az elrabolt izraeliek többségét különböző alkuk részeként szabadon engedték. Az addig az izraeli katonai szolgálat alól mentességet kapó ultraortodox haredi zsidók besorozása is felmerült, amik belső feszültségekhez vezettek, körükben jelentős tiltakozásokat kiváltva.

## Államszervezete és közigazgatása

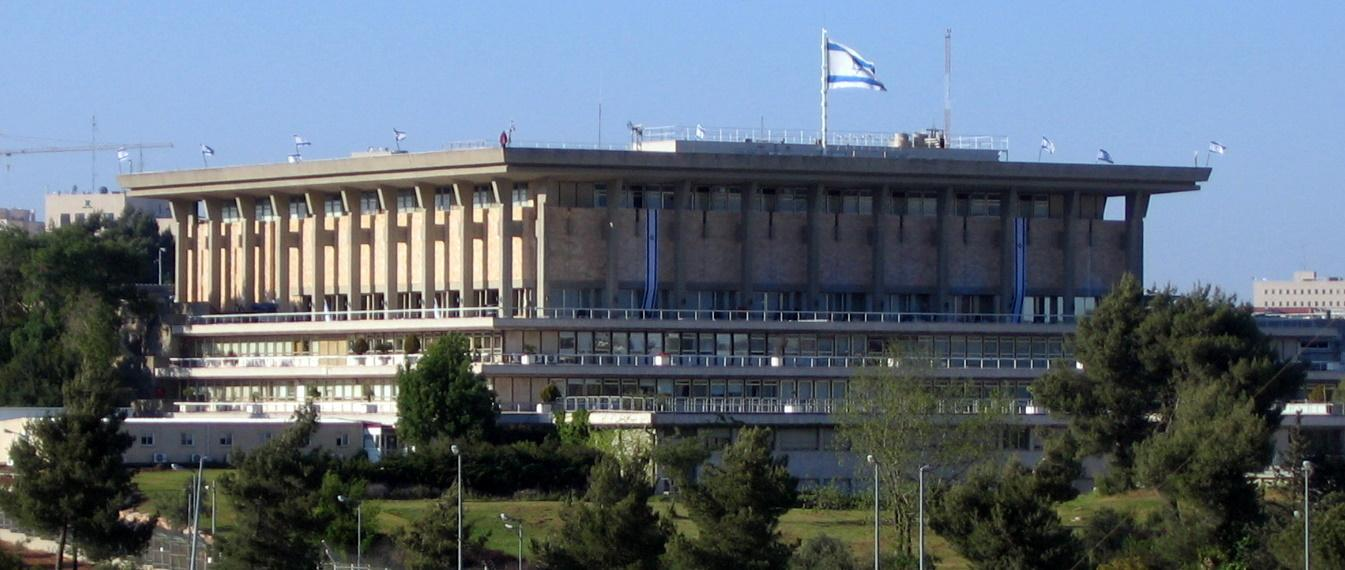
A Kneszet (parlament) Nyugat-Jeruzsálemben

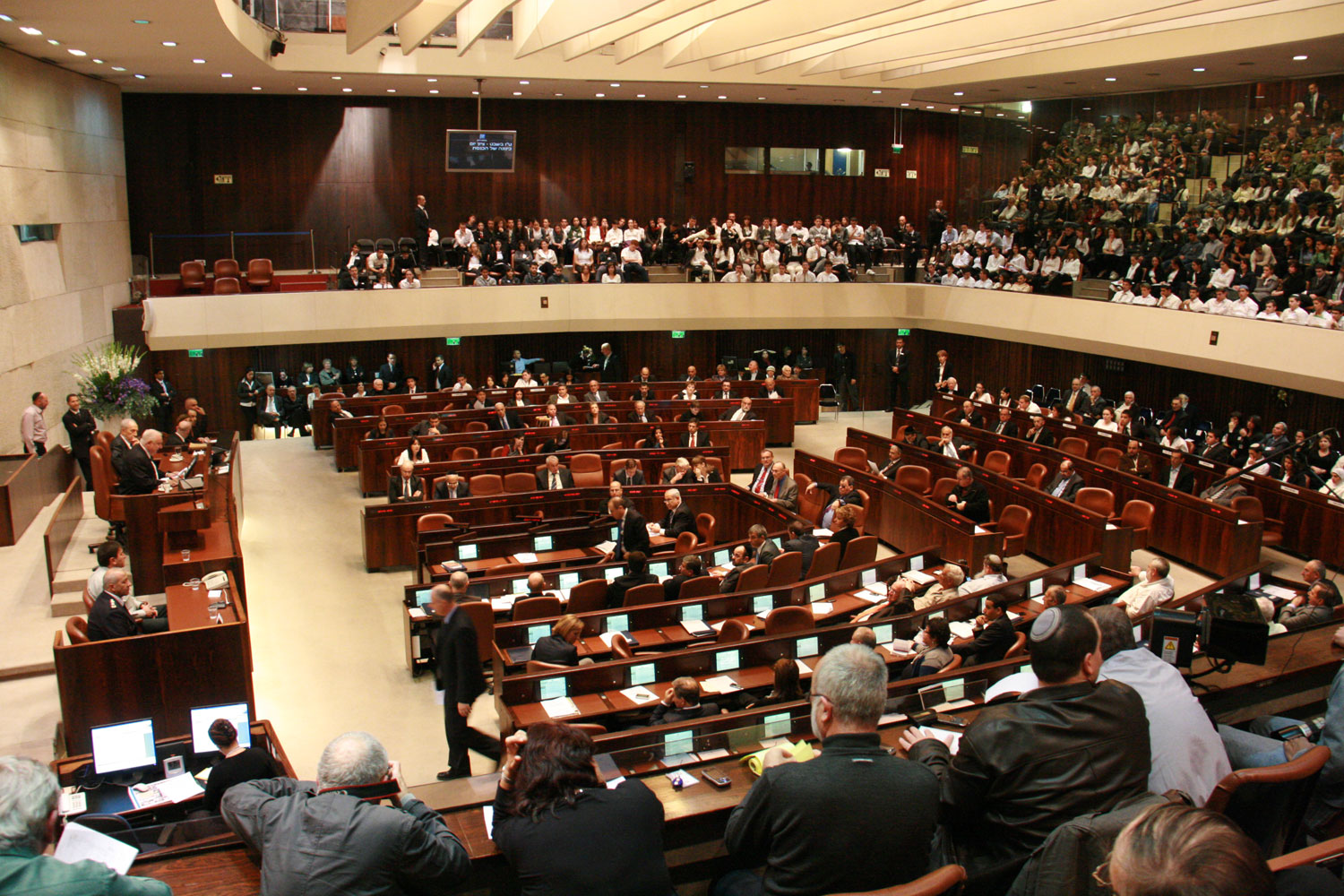
A parlament ülésterme

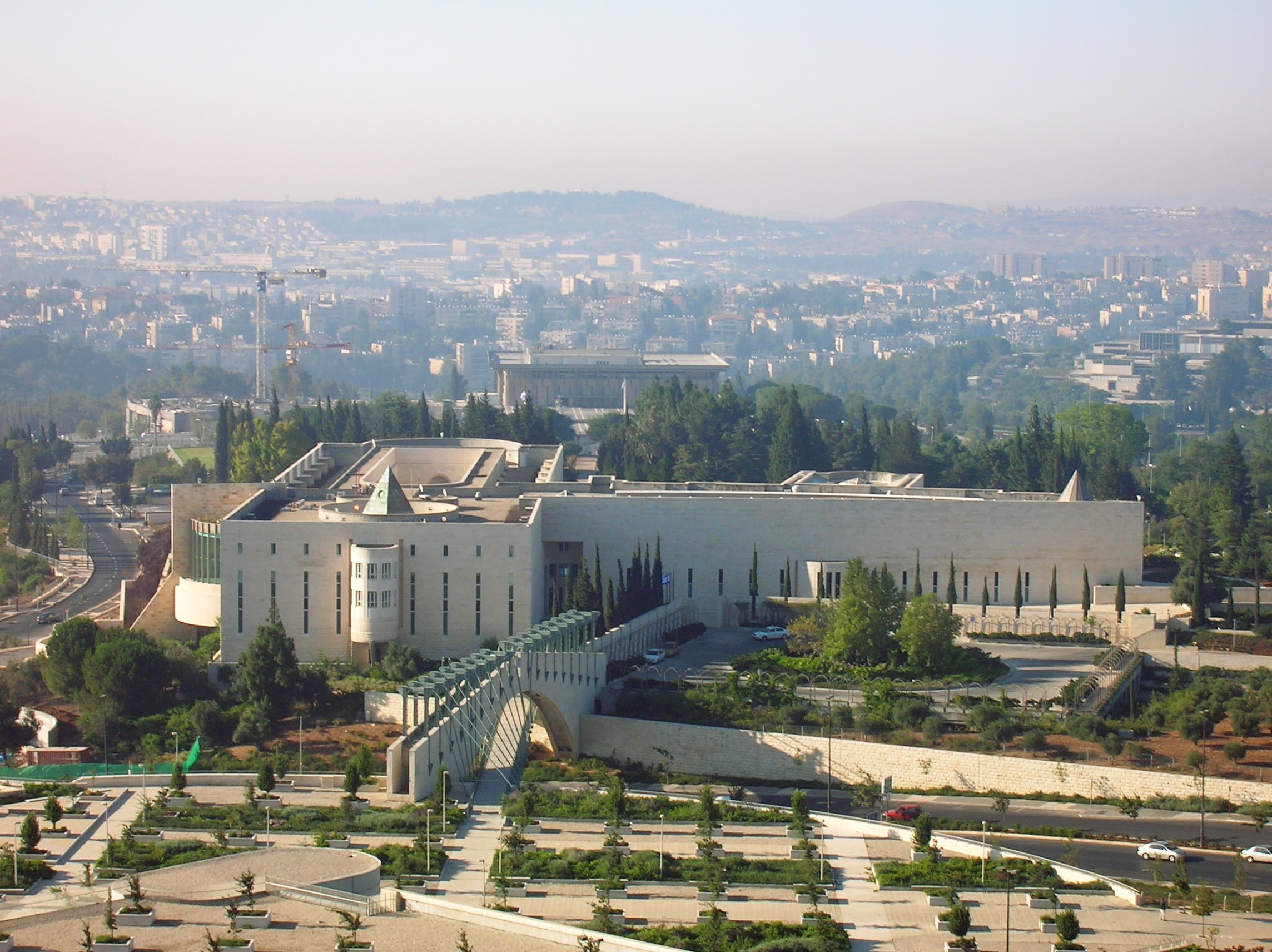
A legfelsőbb bíróság épülete, Jeruzsálem

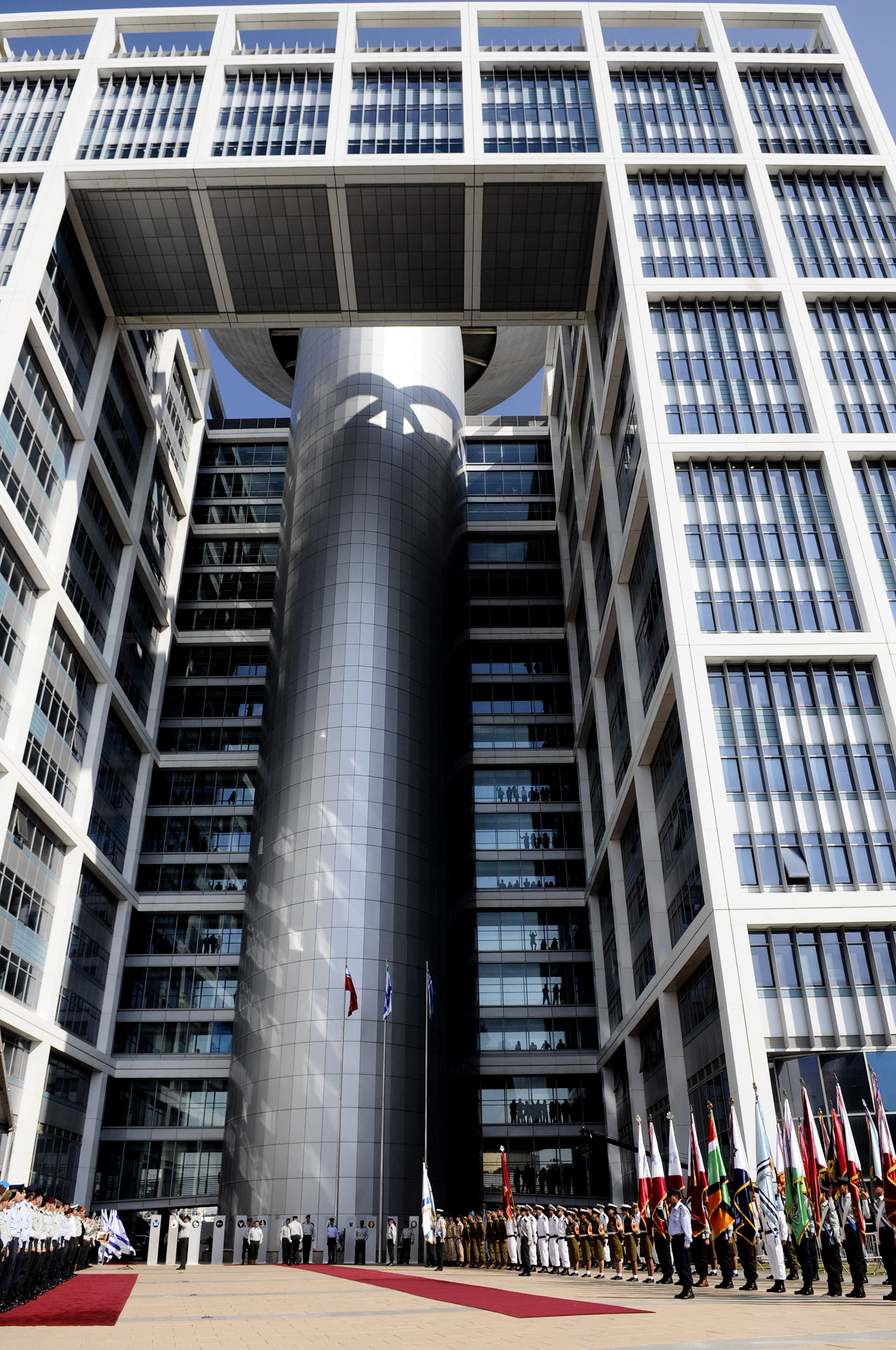
A védelmi minisztérium épülete, Tel Aviv

### Alkotmány, államforma
Izrael államformája demokratikus parlamentáris köztársaság általános választójoggal. A parlamenti többség által támogatott képviselő személye lesz - ez általában a legnagyobb párt elnöke szokott lenni. A miniszterelnök kormányfőként és kabinetfőnökként funkcionál. Izraelt egy 120 fős parlament kormányozza, amit Kneszetként ismernek. A parlamenti bejutási küszöb 3,25% egy frakciónak. Az alacsony küszöb miatt Izraelben sok kis párt jut be a parlamentbe, és ez koalíciós kormányokat szokott eredményezni.
Választásokat 4 évente tartanak, de a koalíciók felbomlása és a bizalmatlansági indítványok kormányváltásokat eredményezhetnek. Az alkotmány kodifikálatlan, de lépések történnek az összefoglalására. Az államfő Izrael elnöke akinek hatásköre limitált és főbb feladatai ceremoniálisak.

### Politikai élet és pártok
Izrael 2019 végén az ENSZ 193 tagállama közül 162-vel állt diplomáciai kapcsolatban. Az arab országok közül csak Egyiptommal és Jordániával tartott fent kapcsolatot, majd 2020-ban az Egyesült Arab Emírségekkel is békeszerződést írt alá, így az arab államok közül ez az ország lett a harmadik, amellyel diplomáciai kapcsolatot létesített.

### Közigazgatási beosztás
|  | Izrael állam hat körzete és tizenhat alkörzete: 1 – Északi körzet Szafed, Kineret-tó, Jezréel-völgy, Akko, Golán-fennsík 2 – Haifai körzet Haifa, Hadera 3 – Központi körzet Risón Lecijón, Saron-síkság, Petah Tikva, Ramla, Rehóvót 4 – Tel-avivi körzet Tel-avivi alkörzet 5 – Jeruzsálemi körzet Jeruzsálemi alkörzet 6 – Déli körzet Askelón, Beér-Seva - Júdea és Szamária terület (Ciszjordániában) Egyéb területek: A – Golán-fennsík, szír terület 1967 óta izraeli megszállás alatt B – Ciszjordánia, palesztin terület, részben Izrael által megszállva C – Gázai övezet, palesztin terület, 1967–2005 között izraeli megszállás alatt |

## Népesség
2021-ben Izrael lakossága a becslések szerint 9,37 millió, amelynek több mint 74 %-át a kormány zsidóként tartja nyilván. Az arabok a lakosság közel 21 %-át tették ki, míg a nem arab keresztények és a polgári nyilvántartásban fel nem sorolt vallások nélküli emberek 4,8% -ot tettek ki. Az elmúlt évtizedekben nagyszámú munkavállaló telepedett le Izraelben a legkülönbözőbb országokból.
Izraelt a zsidó nép hazájaként hozták létre, és gyakran nevezik zsidó államnak. Az ország visszatérési törvénye  minden zsidónak és zsidó származású embernek jogot biztosít az izraeli állampolgárságra.

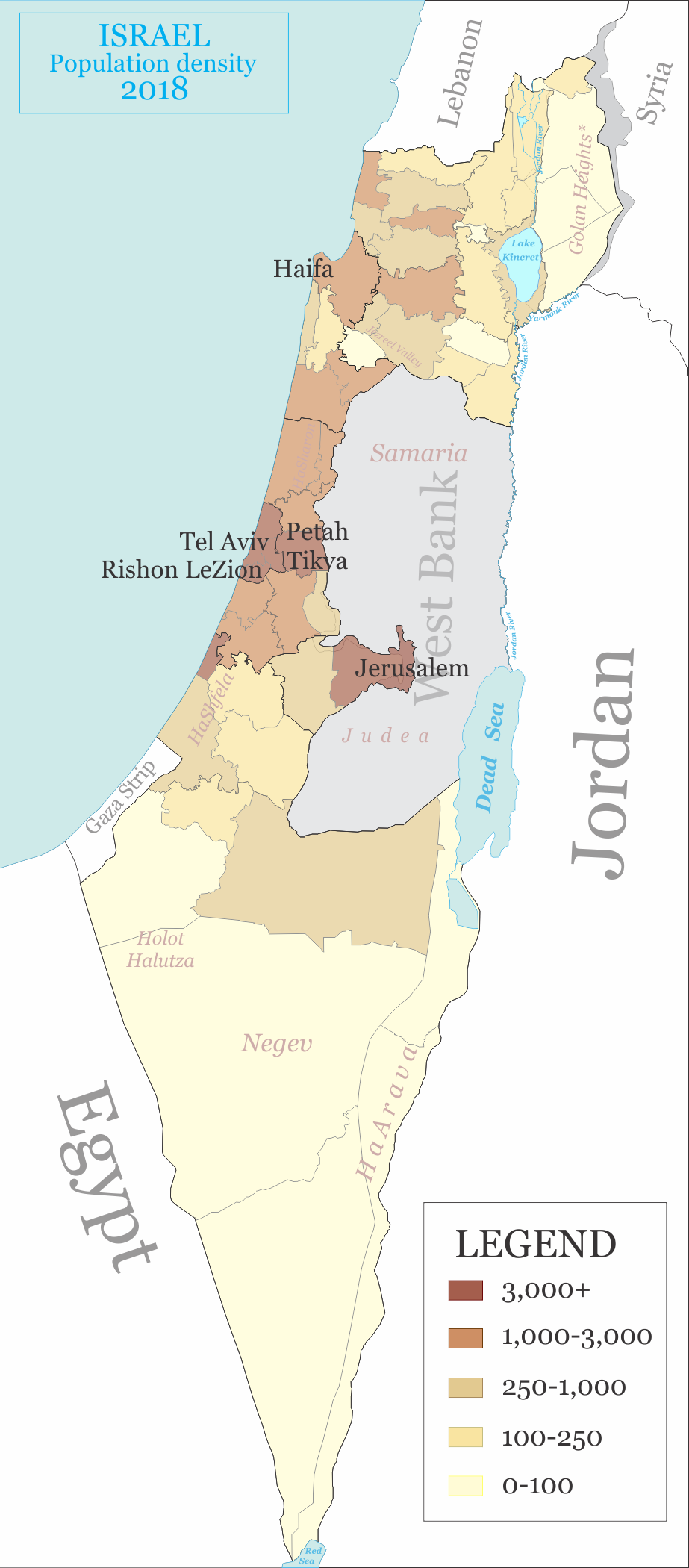
Izrael népsűrűsége 2018-ban

### Népességének növekedése
Izrael népességének növekedése 1948 és 2020 között :
| Lakosok száma | 872 700 | 7 412 200 | 8 463 400 | 8 796 200 | 8 891 800 | 9 093 000 | 9 840 000 |
|               | 1948    | 2008      | 2015      | 2017      | 2018      | 2019      | 2023      |

| Év   | Népesség (millió fő) | Népsűrűség (fő/km²) |
| ---- | -------------------- | ------------------- |
| 1950 | 1,3                  | 58                  |
| 1960 | 2,1                  | 96                  |
| 1970 | 2,8                  | 132                 |
| 1980 | 3,7                  | 173                 |
| 1990 | 4,5                  | 208                 |
| 2000 | 6,0                  | 278                 |
| 2010 | 7,4                  | 343                 |
| 2019 | 9,1                  | 413                 |

### Legnépesebb települések
A négy fő nagyvárosi terület 2017-es adatokkal: Gush Dan konurbációja (Tel-Aviv körül; 3,8 millió fő), Jeruzsálem agglomerációja (1,25 millió fő), Haifa agglomerációja (924 ezer fő) és Beér-Seva agglomerációja (377 ezer fő).

### Etnikai megoszlás
- Izrael: 75,3% zsidó, 20,5% arab, 4,2% egyéb
- Gázai övezet: ~100% arab
- Ciszjordánia: ~80% arab, ~20% zsidó

### Nyelvi megoszlás
Izraelnek egyetlen hivatalos nyelve van: a héber. Az arab nyelv Izrael hivatalos nyelve volt; de 2018-ban „speciális státusra” minősítették, és ezt állami intézmények törvényben rögzítették. A héber az állam elsődleges nyelve, amelyet a lakosság többsége minden nap beszél.
A bevándorlók országaként számos nyelv hallható az utcán. A volt Szovjetunióból és Etiópiából történő tömeges bevándorlás miatt oroszul és amhara nyelven sokan beszélnek. 1990 és 2004 között több mint egymillió orosz ajkú bevándorló érkezett a posztszovjet államokból, és mintegy 130 ezer etióp zsidó él itt. A franciát legalább 700 ezer izraeli beszéli, akik többnyire Franciaországból és Észak-Afrikából származnak (utóbbiak maghrebi zsidók).
Az angol hivatalos nyelv volt a mandátum ideje alatt; Izrael megalakulása után viszont elveszítette ezt a státust, de megtartja a hivatalos nyelvhez hasonló szerepet, amint az a közúti táblákon és a hivatalos dokumentumokon is angol nyelv látható. Sok izraeli viszonylag jól kommunikál angolul, mivel sok televíziós műsort angolul sugároznak felirattal, és a nyelvet már az általános iskolai osztályoktól kezdve tanítják. Ezenkívül az izraeli egyetemek angolul is tanítanak különböző tantárgyakból.

### Vallási megoszlás
A népesség vallási megoszlása megközelítőleg:
- zsidó: ~75%
- muszlim: 16-17%
- keresztény: 2%
- drúz: 1,5%
- más kb. 4%

A Gallup 2015-ös felmérése azt állapította meg, hogy az izraeliek 65%-a "nem vallásos", csak 30%-uk tartja magát "vallásos"nak. 2007-ben az Israeli Democracy Institute közvélemény-kutatása szerint az izraeli zsidók 27%-a tartja be vallási előírásként a szombatot, míg 53%-a azt mondta, hogy egyáltalán nem tartja be.
Izrael a Szentföld jelentős részét alkotja, amely az összes ábrahámi vallás – a zsidóság, a kereszténység, az iszlám, a drúz és a baháʼí hit – számára nagy jelentőségű régió.

#### Kereszténység
A keresztény lakosság elsősorban arab és arámi keresztényekből áll, de jelentős közöttük a posztszovjet bevándorlók, a multinacionális eredetű külföldi munkások és a messiási zsidóság hívei is, akiket a legtöbb zsidó és keresztény a kereszténység egyik formájának tekint.
A legősibb keresztény egyházak: az örmény és az úgynevezett keleti – szír, káldeus, kopt, etióp – egyházak időben és térben a leghívebben őrzik szellemiségükben, hangulatukban, rítusaikban Jézusnak és tanítványainak korát. Továbblépve az időben és térben a görögkeleti ortodox egyház is sajátos archaikus karaktert alakított ki.

## Gazdasága

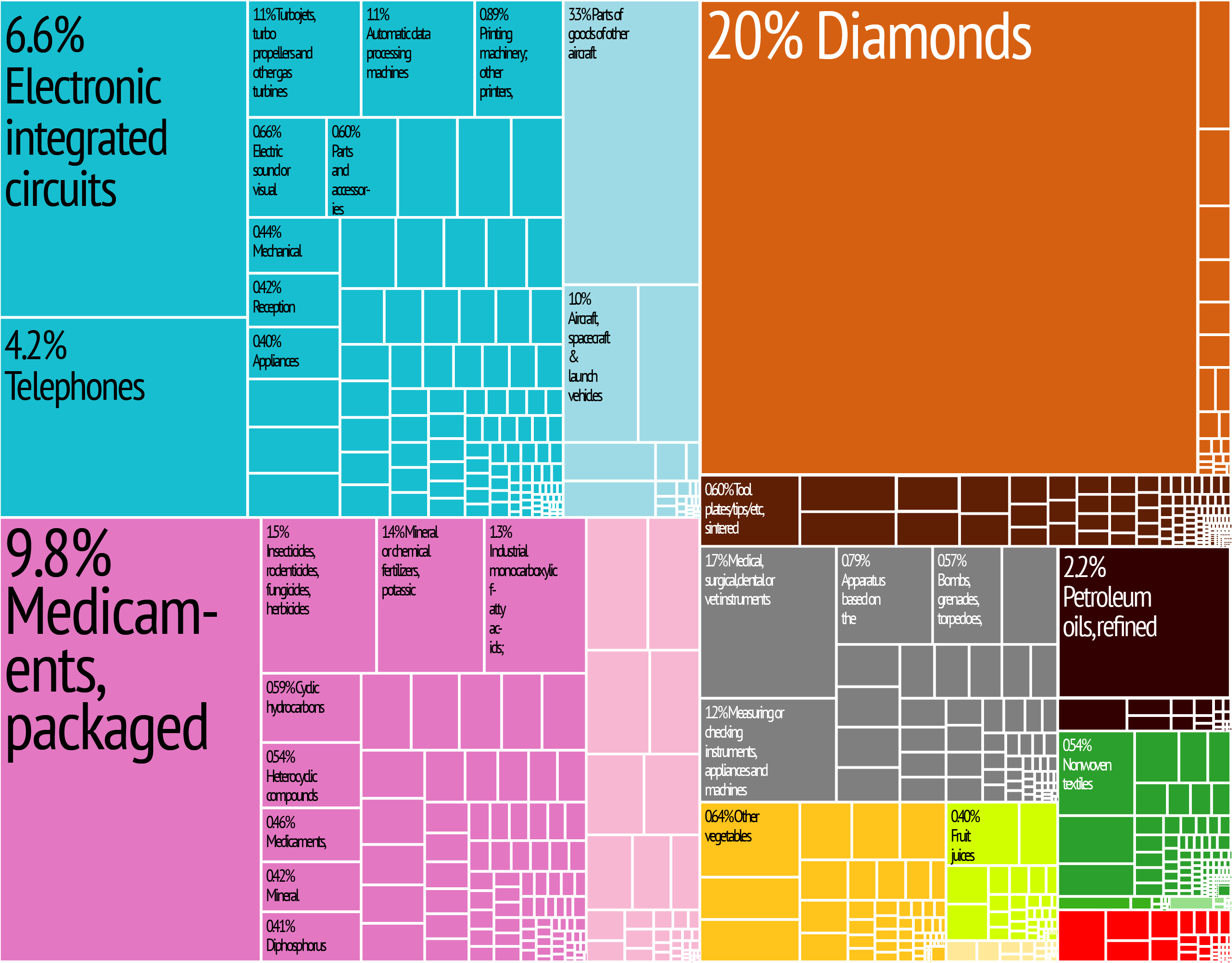
Izrael által exportált anyagi javak értékének megoszlása színezett kategóriákban. A terület az eladott áru összes értékének a megfelelője

### Általános adatok
Izraelt az egyik legfejlettebb országnak tartják a Közel-Keleten gazdasági és ipari tekintetben, de világszinten is kiemelkedő teljesítményt nyújt. A gazdasága 2022-ben a világ országai közül a 27. helyen állt a nominális GDP-t tekintve, és a 11. helyezett volt az egy főre jutó (nominális) GDP tekintetében.
Az ország felsőoktatási rendszerének minősége és a bevándorló emberek képzettsége miatt a technológia és gazdasági fejlődés komoly ütemben halad. 2010-től OECD-taggá vált. A világon a második az ún. startup cégek létszámában, az USA után. Izrael nemzeti bankja 78 milliárd USD értékű valutatartalékkal rendelkezik.
Bár Izrael geológiai adottságai sem a mezőgazdaságnak, sem az iparnak nem teremtenek jó körülményeket, a belterjes fejlesztése mindkét szektornak az országot nagyjából mezőgazdaságilag önellátóvá tette, ez alól két komoly kivételt képez a marhahús és a gabonafélék. 2012-ben Izraelbe 77,59 milliárd dollár értékben importáltak, főként nyersanyagokat, hadi felszerelést, termelőeszközöket, nyers gyémántokat, üzemanyagokat, gabonát és egyéb fogyasztói javakat. Fő exportcikkek voltak az azonos évben elektronikai áruk, szoftverek, számítástechnikai rendszerek, kommunikációs eszközök, gyógyászati segédeszközök, gyógyszerek, gyümölcsök, vegyi anyagok, haditechnikai eszközök és csiszolt gyémántok. 2012-ben az export értéke 64,74 milliárd dollárt ért.

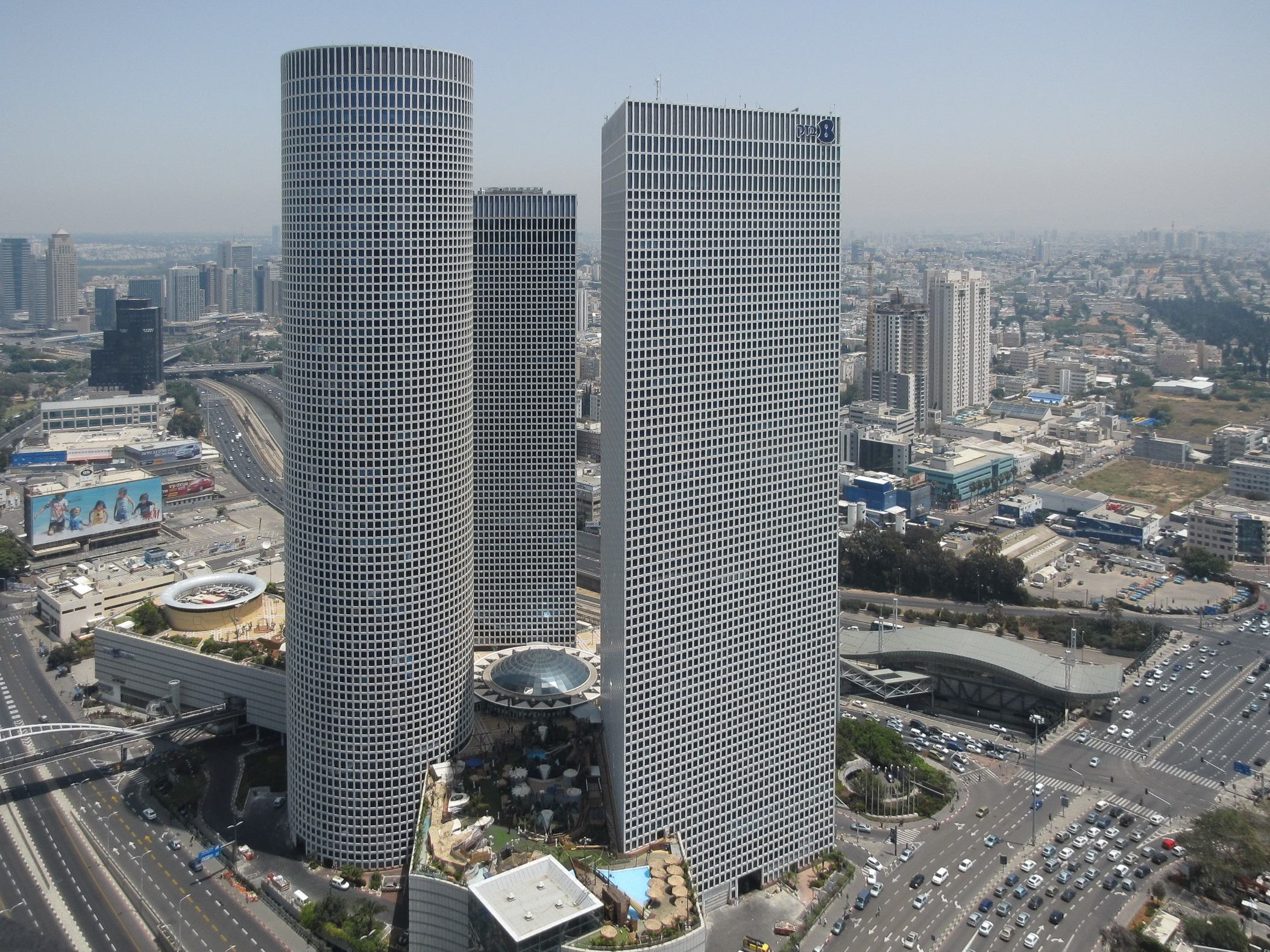
Az Azrieli Center Tel-Avivban a dinamikus izraeli gazdaság jelképe

| Év   | GDP (milliárd US$ PPP) | GDP per fő (US$ PPP) | GDP növekedés (reál) | Infláció | Munkanélküliség | Államadósság (GDP %-ban) |
| ---- | ---------------------- | -------------------- | -------------------- | -------- | --------------- | ------------------------ |
| 2010 | 221.0                  | 28,997               | 5.5 %                | 2.7 %    | 8.3 %           | 70.7 %                   |
| 2011 | 237.3                  | 30,569               | 5.2 %                | 3.5 %    | 7.1 %           | 68.8 %                   |
| 2012 | 247.0                  | 31,236               | 2.2 %                | 1.7 %    | 6.9 %           | 68.4 %                   |
| 2013 | 261.5                  | 32,463               | 4.2 %                | 1.5 %    | 6.3 %           | 67.1 %                   |
| 2014 | 275.5                  | 33,546               | 3.5 %                | 0.5 %    | 5.9 %           | 66.1 %                   |
| 2015 | 285.8                  | 34,117               | 2.6 %                | −0.6 %   | 5.3 %           | 64.2 %                   |
| 2016 | 300.9                  | 35,220               | 4.0 %                | −0.5 %   | 4.8 %           | 62.3 %                   |
| 2017 | 316.5                  | 36,340               | 3.3 %                | 0.2 %    | 4.2 %           | 60.4 %                   |
| 2018 | 337.4                  | 37,994               | 3.5 %                | 0.8 %    | 4.0 %           | 60.8 %                   |

### Gazdasági ágazatok

#### Mezőgazdaság
Mezőgazdasága fejlett, a termőföld és az öntözővíz hiánya miatt igen belterjes. A főként kivitelre termesztett jaffa-narancs, grapefruit, banán, egzotikus déligyümülcsök, primőráruk mellett kiemelhető az iparszerű baromfitenyésztés, illetve a világon a legmagasabb tejhozamot adó tehenészet.
A mezőgazdaságban egyre jobban visszaszorulnak a kibucok, noha az állam alapításakor még nagy szerepük volt. Az olivabogyó termelése is nagytételben folyik.

#### Ipar

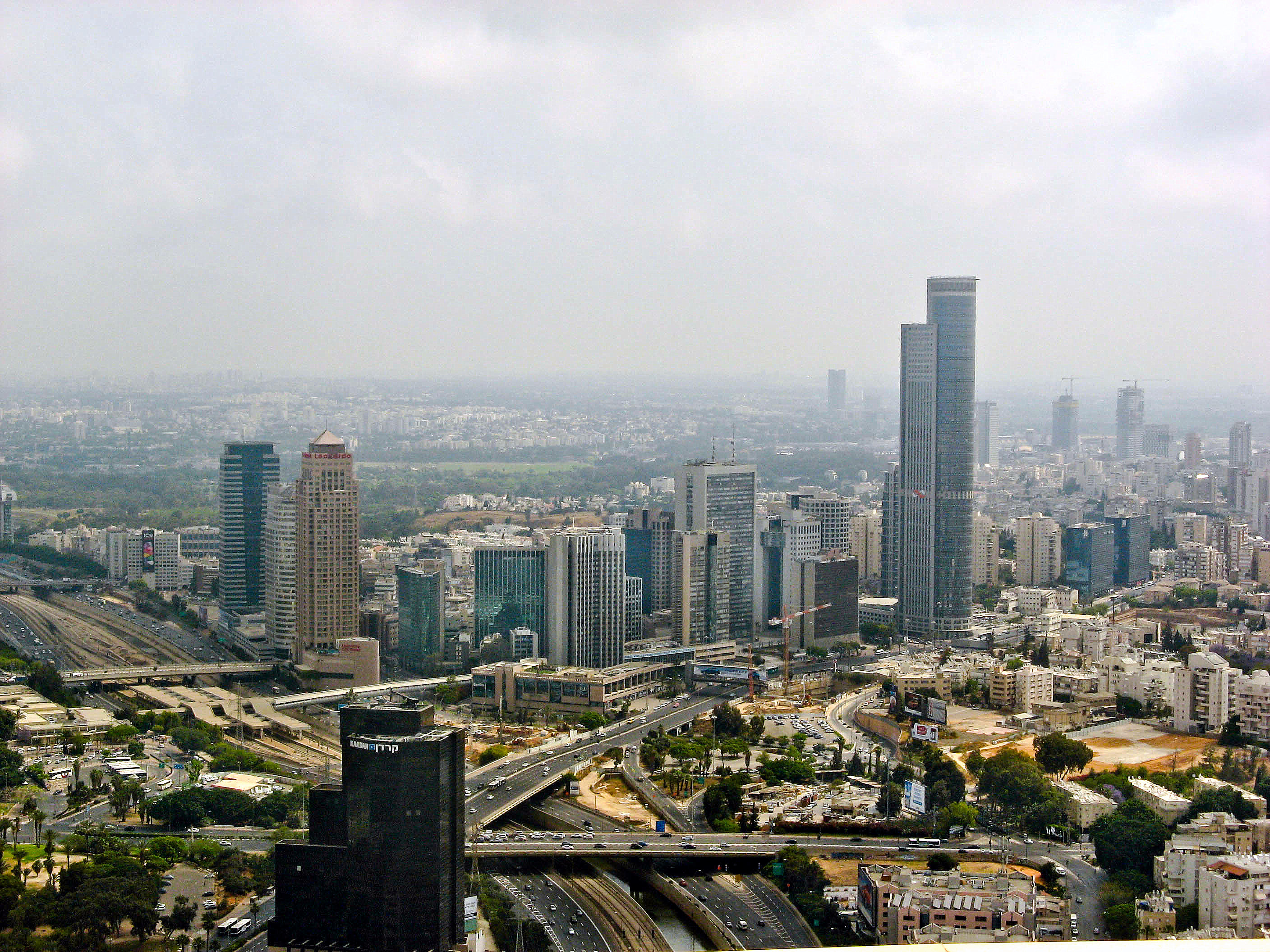
A tel-avivi Diamond Exchange District Izrael gyémántiparának a központja

Izrael ásványkincsekben szegény ország. Foszfátot, kálisót, kősót és magnézium-bromidot termelnek ki területén. Nagy mennyiségű import nyersanyagra, energiahordozókra szorul.
Legfontosabb iparágai:
- csúcstechnológiai termékek gyártása (beleértve a repülőgépek, a kommunikáció, a számítógéppel segített tervezés és gyártás, orvosi elektronika, száloptika)[83]
- fémfeldolgozás
- katonai felszerelések gyártása
- textilipar
- élelmiszeripar
- építőipar

Világhírű a gyémántcsiszolás.

#### Külkereskedelem

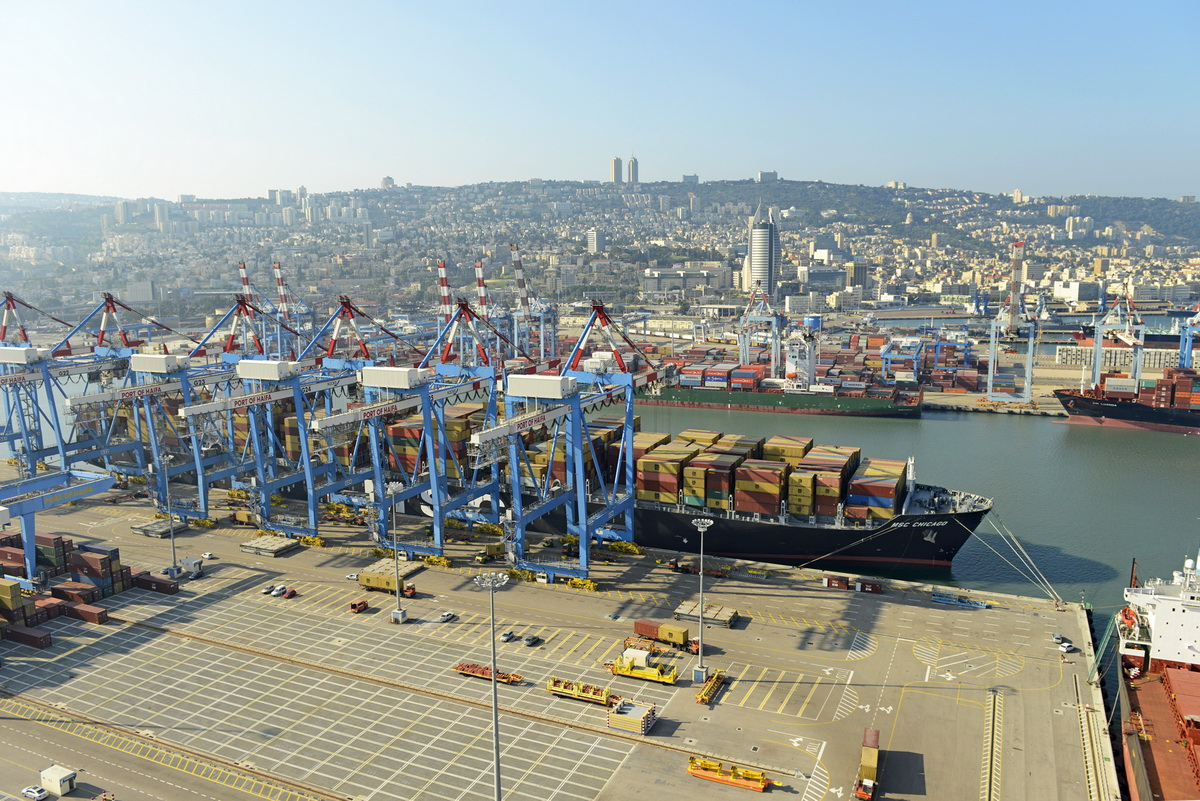
Haifa kikötőjének egy része

- Exporttermékek: műszaki felszerelések és alkatrészek, szoftverek, csiszolt gyémánt, mezőgazdasági termék, vegyipari termékek, textil és ruha
- Importtermékek: nyersanyagok, katonai felszerelések, nyers gyémánt, üzemanyag és energia, közszükségleti cikkek

Főbb kereskedelmi partnerek 2017-ben:
- Export:  USA 28,8%,  Egyesült Királyság 8,2%, Hongkong 7%, Kína 5,4%, Belgium 4,5%
- Import:  USA 11,7%,  Kína 9,5%,  Svájc 8%, Németország 6,8%, Egyesült Királyság 6,2%, Belgium 5,9%

#### Az országra jellemző egyéb ágazatok
Fontos bevételi forrás még a turizmus.

## Közlekedés

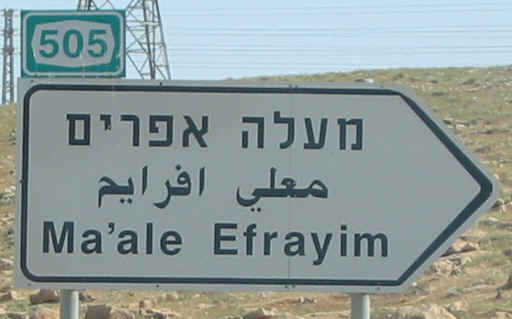
Háromnyelvű útjelző tábla (héber, arab, angol)

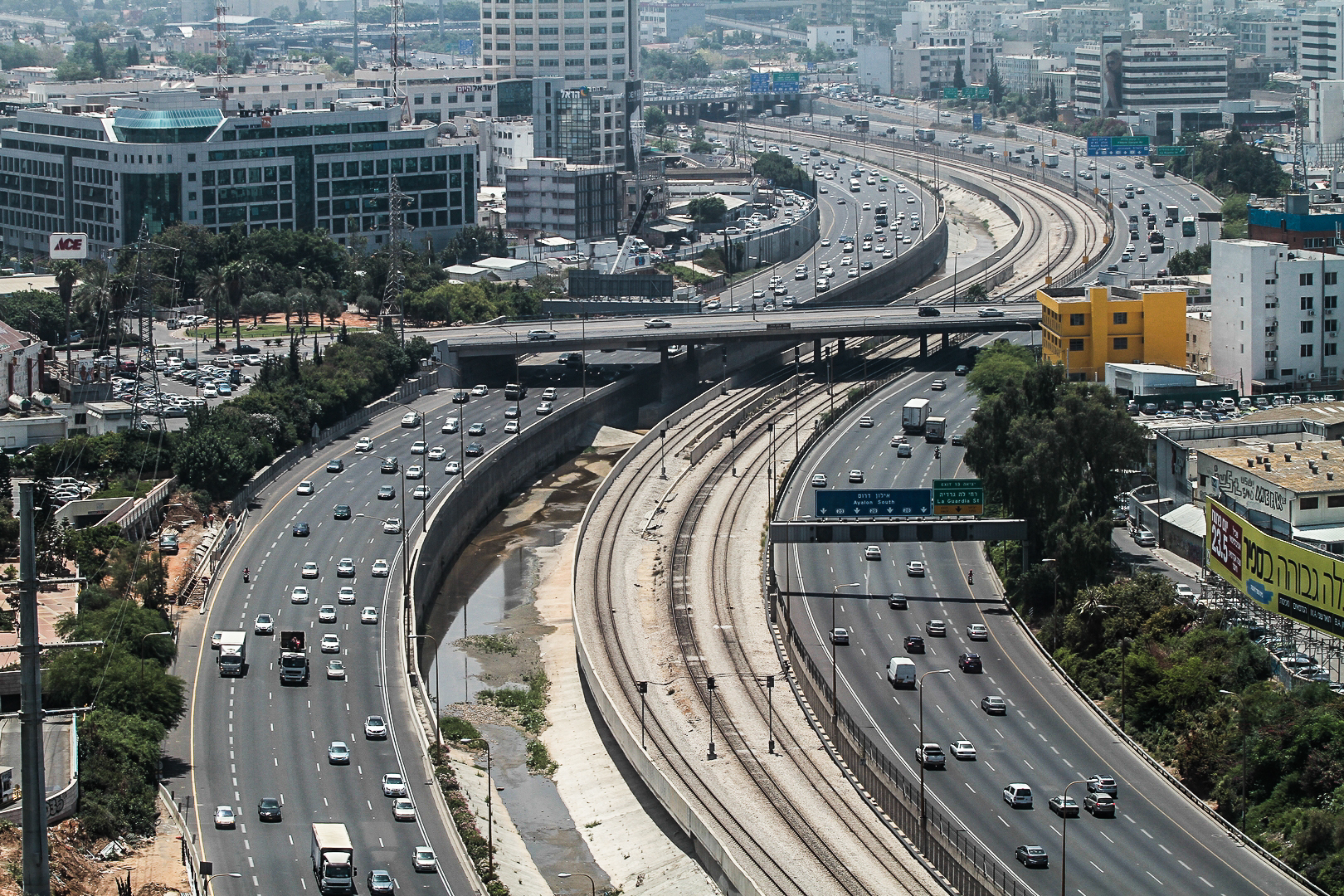
20. sz. autópálya Tel-Avivban

### Közút
Izrael fejlett úthálózattal rendelkezik, amely az egész országot lefedi. Az úthálózatot folyamatosan fejlesztik és bővítik.
A közutak hossza 2010-ben: 18 096 km.
Az izraeli utak országos, városok közötti, regionális és helyi utakra vannak besorolva:
 Országos utak (autópályák vagy autóutak) - egy számjegyűek (pl. 1. sz. autópálya, Tel-Aviv - Jeruzsálem)
 Városok közötti főutak vagy autópályák - két számjegyűek (pl. 10. sz. főút)
 Regionális utak - három számjegyűek (pl. 293. sz. út)
 Helyi utak - négy számjegyűek

### Víz közlekedés
A legfőbb kikötők :
- Asdód (ILASH)
- Haifa (ILHFA)

Egyéb, kisebb kikötők:
- Askelón (ILAKL)
- Eilat (ILETH)
- Hadera (ILHAD)

### Légi közlekedés
A legfőbb reptere Tel-Aviv közelében a Ben-Gurion nemzetközi repülőtér. Izrael nemzeti légitársasága az El Al.

## Telekommunikáció
| Hívójel prefix | 4X, 4Z |
| ITU zóna       | 39     |
| CQ zóna        | 20     |

## Kultúra
Izrael kultúrájának gyökerei már jóval az állam 1948-as létrehozása előtt kialakultak, és visszavezethetők az ókori Izraelbe. A kultúra magába foglalja a zsidó kultúrát, a diaszpóra zsidó történetét, a cionista mozgalom ideológiáját, amely a 19. század végén kialakult, valamint az Izraelben élő arab izraeli lakosság és az etnikai kisebbségek, köztük a drúzok, cserkeszek, örmények és sok más nép hagyományait.
Izrael a zsidó kultúra szülőhelye, kultúrája magába foglalja a filozófiát, az irodalmat, a költészetet, a művészetet, a mitológiát, a folklórt, a miszticizmust és a fesztiválokat; valamint a zsidó vallást is, amely alapvető fontosságú volt a kereszténység és az iszlám megteremtésében is.

## Turizmus
Az idegenforgalom az egyik legfontosabb jövedelemforrás, 2019-ben 4,5 millió látogató érkezett Izraelbe. Az ország rengeteg történelmi és vallási helyet, tengerparti üdülőhelyet, természeti látnivalót, széles körű régészeti, örökség-, kaland- és ökoturizmust kínál. Ebben az országban a legmagasabb az egy főre jutó múzeumok száma a világon.
2007-től a két, zsidók által leglátogatottabb vallási hely a nyugati fal és Shimon bar Yochai rabbi sírja volt. A leglátogatottabb keresztény vallási helyek a jeruzsálemi Szent Sír-templom, a ciszjordániai Betlehemben a Születés Temploma és a názáreti Angyali üdvözlet bazilikája. A leglátogatottabb iszlám vallási helyek a Al-Aksza mecset a Templom-hegyen és az Ibrahim- (Ábrahám-)mecset a ciszjordániai Hebronban.
A leglátogatottabb város Jeruzsálem, a leglátogatottabb hely a nyugati fal volt. 2017-es adat alapján a legtöbb turista az Egyesült Államokból érkezett, akik az összes látogató 19% -át tették ki, ország alapján őket követte Oroszország, Franciaország, Németország, az Egyesült Királyság, Kína, Olaszország, Lengyelország és Kanada.

### Fő látnivalók
- Jeruzsálem: az óváros, arab bazár, Via Dolorosa, Templom-hegy, Szent Sír-templom, Gecsemáné kert, Jad Vasem Múzeum, Izrael Múzeum...
- Tel-Aviv és Jaffa
- Mini Israel (makettpark) Latrun mellett, Tel-Aviv és Jeruzsálem között
- Cézárea és Megiddó romjai
- Haifa: Bahai Világközpont, teraszok
- Genezáreti-tó környéke, a Boldogságok hegye
- Názáret és a Tábor-hegy
- Akkó
- Bét-Seán
- Askelón, Asdód romjai
- Holt-tenger
- Masszáda
- A Vörös-tenger élővilága Eilatnál stb.

#### Ciszjordániában
- Jézus szülőhelye (Betlehem)
- Jerikó és környéke
- Hebron
- Náblusz és Szamária (Szebaszté)

### Oltások
Javasolt oltások Izraelbe utazóknak:
- Hastífusz
- Hepatitis A (nagy a megbetegedés kockázata)
- Hepatitis B (nagy a megbetegedés kockázata)
- Veszettség

## Sport

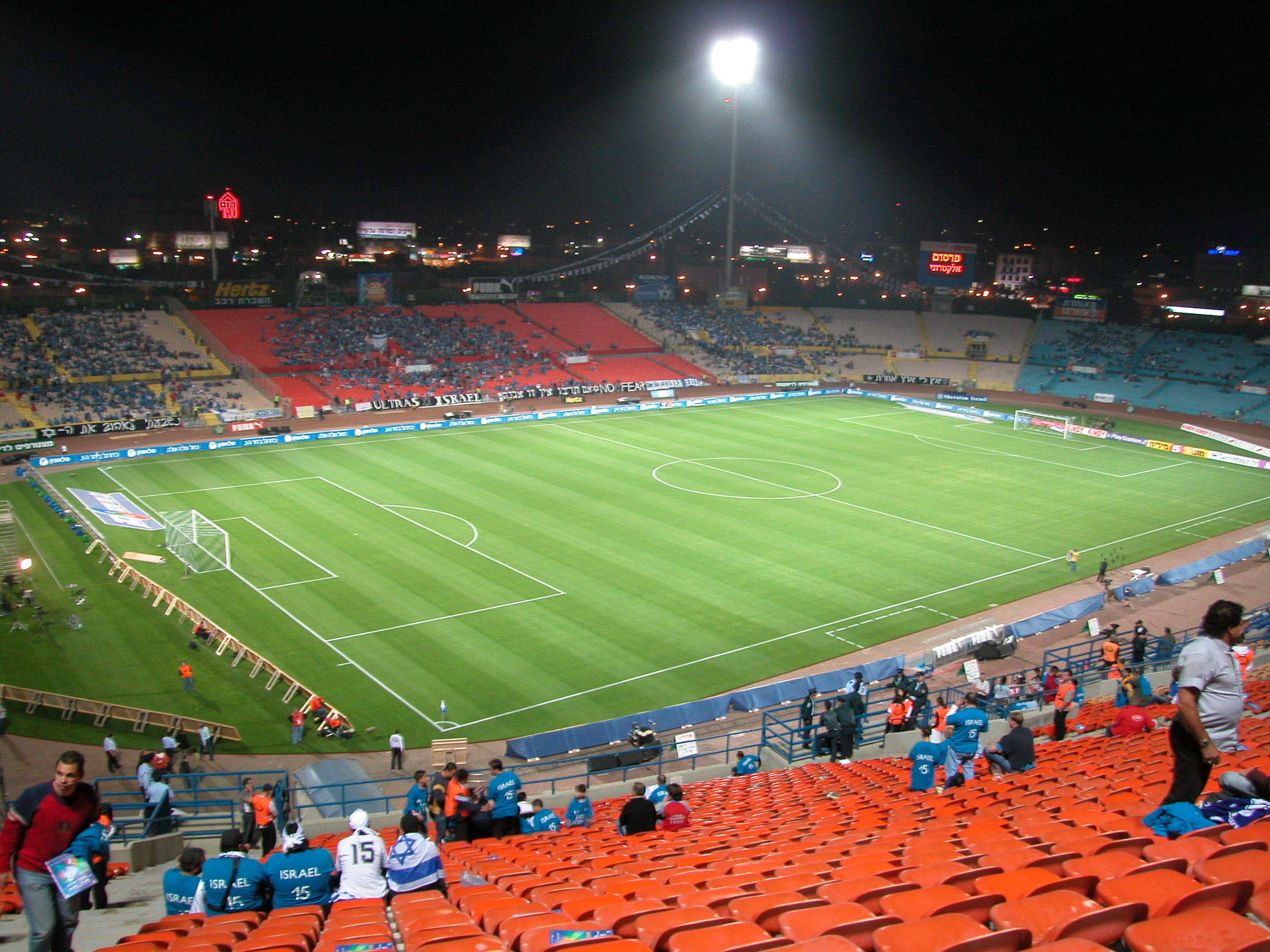
Ramat Gan stadion, Tel-Aviv

### Olimpia
Az országnak eddig egy aranyérme van a játékokról. A legeredményesebb sportág a vitorlázás.

### Labdarúgás
Az Izraeli labdarúgó-válogatott eddigi legnagyobb eredménye az 1964-es Ázsia kupán elért aranyérem.

## Naptár
A világszerte ismert és használatos naptártól eltérően, Izraelben a hold járása alapján szerkesztett vallási naptárt is használnak, melynek kezdete a világ megteremtésének időpontja.

## Ünnepek és munkaszüneti napok
Miután a zsidó naptárban az év holdév - ami valamivel rövidebb, mint a nap-év, az ünnepek zsidó dátumai sem egyeznek a hagyományos naptár dátumaival. Így például az újév két napja szeptember és október bármelyik napján is lehet, ahogy a purim, az örömünnep is vándorolhat február és március között.
A heti általános munkaszüneti nap a szombat (sábát), de az arabok pénteken, a keresztények pedig vasárnap tartják zárva az üzleteiket. A zsidók a Tóra alapján a napokat naplementétől naplementéig számolják, ezért az izraeli szombati munkaszüneti nap már pénteken naplementétől kezdődik. Szombaton (vagyis péntek estétől szombat estig) nem közlekednek az autóbuszok (kivéve egyes városokat, ahol Sherut buszok mennek), sem a vonatok.
- Rós hásáná - a zsidó újév, Tisri hónap 1-2. (szeptember vagy október)
- Jom kippur - az egyik legnagyobb ünnep, az egész ország - még a nem vallásosak is - a teljes napot ünnepi hangulatban töltik.
- Szukkót - 7 napos sátoros ünnep a 40 éves pusztai vándorlás emlékére
- Purim - az egyik leglátványosabb ünnep Ádár hónapban 14-én (február-március)
- Pészach - 8 napos ünnep az egyiptomi fogságból való szabadulás emlékére. Niszán hónap 14-től tartják (március-április)
- Nemzeti ünnep - függetlenség napja 1948 a zsidó naptár szerint ünneplik, minden év Ijjár hó 5-én. A függetlenség kikiáltása 1948. május 14-én (Gergely-naptár) 5708. év Ijjár hó 5-én (zsidó naptár) történt. Így az ünnep napja évente mozgó dátum a Gergely-naptárhoz képest.

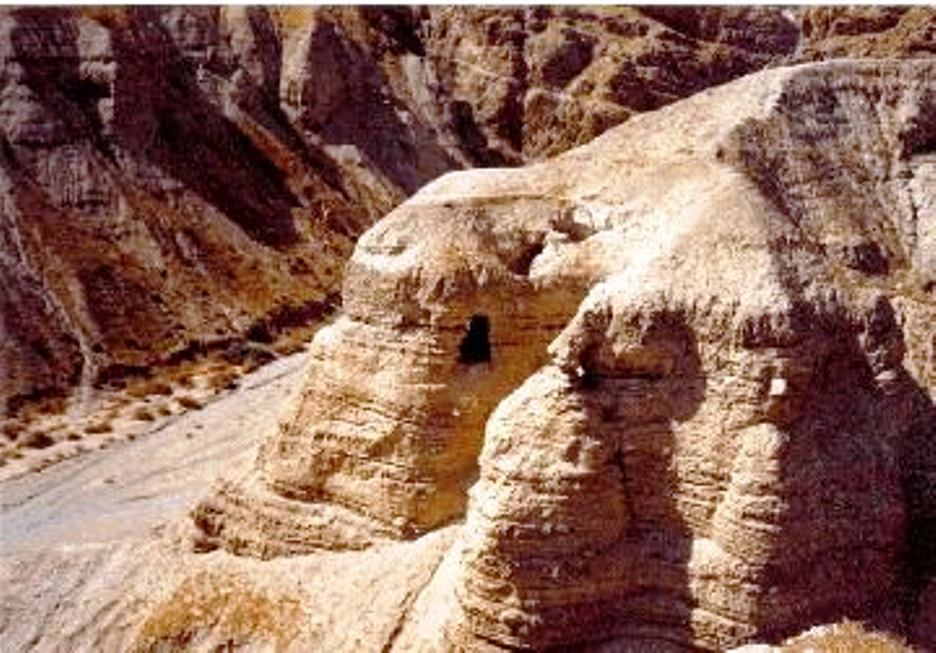
Kumrán, a holt-tengeri tekercsek lelőhelye

### Bibliográfia
- A világ országai (Nyír – Karta Bt., 2004) ISBN 963-9516-64-3
- A világ országai (Kossuth Könyvkiadó, 1990) ISBN 963-09-3483-3
- John Bright: Izráel története (Kálvin János Kiadó, 1993) ISBN 963-300-519-1
- Giovanna Magi: Izrael (Bonechi & Steimatzky, 1993) ISBN 88-8029-017-7
- * Midi Világatlasz, Nyír-Karta és Topográf Kiadó, 2003, ISBN 963-9516-63-5